# 1951
Het jaar 1951 is een jaartal volgens de christelijke jaartelling.

## Gebeurtenissen
januari
- 4 - Seoel valt in handen van de Chinezen.
- 6 - Mebyon Kernow, partij voor de belangen van Cornwall, wordt opgericht.
- 9 - In Manhattan in New York wordt het nieuwe hoofdkwartier van de Verenigde Naties officieel in gebruik genomen.
- 12 – Het genocideverdrag treedt in werking.
- 16 - De eerste exemplaren van De Nieuwe Vertaling van de Bijbel door het Nederlands Bijbelgenootschap (NBG) worden aangeboden aan de Protestantse kerken.
- 18 - Op Australisch Nieuw-Guinea komt de vulkaan Lamington tot uitbarsting. Er zijn meer dan 4.000 doden.
- januari - Naar aanleiding van de Hospitaalkwestie treedt de Surinaamse regering van Julius Caesar de Miranda af.

februari
- 12 - Chinese troepen in Korea slagen er bij Hoengsong in om de commandopost van het Nederlands Detachement Verenigde Naties (NDVN) aan te vallen. Vijftien personen, onder wie de commandant Den Ouden, sneuvelen daarbij. Zijn plaatsvervanger, majoor Eekhout, neemt het commando over en levert direct met de rest van het bataljon strijd om "heuvel 325".
- 25 - Openingsceremonie van de eerste Pan-Amerikaanse Spelen, gehouden in Buenos Aires.

maart
- 3 - In Buenos Aires worden de eerste Pan-Amerikaanse Spelen uit de geschiedenis afgesloten. Gastland Argentinië eindigt als eerste in het medailleklassement, met 68 gouden, 44 zilveren en 38 bronzen medailles.
- 7 - In een moskee in Teheran wordt de minister-president van Iran, Ali Razmara, vermoord door een lid van de fundamentalistische moslimorganisatie Fada'iyan-e Islam.
- 14 - Vervroegde verkiezingen voor de Staten van Suriname.
- 14 - Nederland wordt getroffen door twee aardbevingen.
- 16 - De (door de VS geleide) VN-troepen heroveren Seoul.
- 21 - In de Rotterdamse haven arriveren de eerste Ambonezen: gedemobiliseerde KNIL-militairen die op dienstbevel naar Nederland komen. Ze worden gehuisvest in de kampementen Schattenberg en Lunetten.
- 29 - Het Amerikaanse echtpaar Julius en Ethel Rosenberg wordt door een federale rechtbank wegens spionage ter dood veroordeeld.

april
- 11 - De populaire Amerikaanse topgeneraal Douglas McArthur wordt door president Truman ontslagen als commandant van de VN-troepen in Korea en vervangen door generaal Matthew Ridgway.
- 17 - Een Convair 240 van de KLM vestigt een record door in 56 minuten van Amsterdam naar Londen te vliegen.
- 18 - Oprichting van de Europese Gemeenschap voor Kolen en Staal door Frankrijk, West-Duitsland, België, Italië, Nederland en Luxemburg.
- 22 - Begin van een Chinees lente-offensief in de Koreaanse Oorlog, gericht op herovering van Seoull.
- 26 - Koningin Juliana stelt de sluizen bij Spijkenisse in werking en daarmee is de afsluiting van de Brielse Maas voltooid.

mei
- In Nederland worden enkele tientallen mensen ziek ten gevolge van een besmetting met pokken. Drie militairen overlijden ten gevolge van de pokken-vaccinatie aan encefalitis. In Tilburg worden 51 mensen besmet van wie twee overlijden. De inwoners worden massaal gehervaccineerd. De stad is enige tijd geïsoleerd: zelfs de treinen stoppen niet meer in Tilburg. Het is de laatste keer dat de ziekte in Nederland opduikt.
- 8 - Tot dusver was de gemiddelde tijd die verstreek tussen het uit de cel halen van een veroordeelde en zijn of haar dood 15 seconden. Er werden zelfs recordlijsten aangelegd: het officiële record staat sinds 8 mei - zeven seconden nadat hij uit zijn cel is gehaald valt James Inglis met de strop om zijn nek door het valluik. Dit betekent een nieuw record voor de beul Albert Pierrepoint.
- 9 - 11 - In Panama wordt Arnulfo Arias door de Nationale Vergadering afgezet als president. Arias weigert echter af te treden en er breken onlusten uit. De volgende dag wordt Arias in zijn paleis gearresteerd na een urendurend vuurgevecht dat aan 12 mensen het leven kost en waarbij honderden gewonden vallen. De rust keert terug als de nieuwe president Alcibíades Arosemena vrije presidentsverkiezingen heeft aangekondigd.
- 21 - De Saarlandse regering van Johannes Hoffmann verbiedt op Frans verzoek de Demokratische Partei Saar, die hereniging met Duitsland nastreeft.
- 25 - Door de Nederlandse regering wordt in Finsterwolde, de enige gemeente in Nederland met een communistische meerderheid in de gemeenteraad, een regeringscommissaris aangesteld om de gemeente te besturen. Als zodanig wordt burgemeester Harm Tuin benoemd.

juni
- 3 - In de Sint-Pietersbasiliek in het Vaticaan wordt Paus Pius X zalig verklaard.

juli
- 9 - De Verenigde Staten, het Verenigd Koninkrijk, Frankrijk en 44 andere landen beëindigen officieel de staat van oorlog met Duitsland.
- 16 - Koning Leopold III der Belgen doet troonsafstand.
- 17 - Troonsbestijging van Koning Boudewijn der Belgen.
- 20 - In Jeruzalem wordt een aanslag gepleegd op koning Abdoellah van Jordanië en zijn kleinzoon Hoessein. Hoessein overleeft de aanslag, maar zijn grootvader niet. Aboellah wordt opgevolgd door zijn zoon Talal.
- 28 -  De Verenigde Naties stellen het Vluchtelingenverdrag (Convention relating to the Status of Refugees) op.

augustus
- 3 - Met als thema Jamboree of Simplicity (Jamboree der Einfachheit). wordt in Bad Ischl in Oostenrijk de Wereldjamboree geopend. Meer dan 15.000 padvinders zijn tien dagen bijeen.
- 25 - De kerktoren van Jorwert stort in.

september
- 4 - Coevorden krijgt aardgas.
- 8 - Ondertekening van het Vredesverdrag van San Francisco door Japan en 48 andere landen.

oktober
- 2 - Eerste televisie-uitzending in Nederland. (zie: geschiedenis van de televisie).
- 13 en 14 -De basiliek van Koekelberg wordt plechtig ingewijd door kardinaal Van Roey.
- 16 - In Rawalpindi, Pakistan wordt premier Liaquat Ali Khan tijdens een rede voor de Moslimliga door de Afghaan Said Akbar met twee revolverschoten vermoord.
- 31 - De eerste zebrapaden worden in Groot-Brittannië in gebruik genomen

november
- 14 - 26 - Ten gevolge van enorme regenval breken in Italië de dijken van de Po door. Als op 26 november het water begint te zakken zijn er meer 200 mensen omgekomen en bijna 400.000 mensen dakloos geworden.
- 16 - Kneppelfreed.
- 29 - In het Pantheon van Sint-Vincent in Lissabon wordt koningin Amélie begraven. Zij was de laatste koningin van Portugal en stierf in ballingschap te Versailles in Frankrijk.

december
- 4 - Op het Filipijnse eiland Camiguin barst de vulkaan Hibok uit. Vijftien dorpen worden onder de lava bedolven en meer dan 2.000 eilandbewoners komen om.
- 20 - In een experimentele reactor in Idaho (Verenigde Staten van Amerika) wordt voor het eerst elektriciteit opgewekt met kernenergie.
- 24 - Onafhankelijkheid van Libië, gevormd uit Tripolitanië, Cyrenaika en Fezzan. Koning wordt de emir van Cyrenaica, Idris as-Senoessi.
- 28 - Oprichting van Het Apostolisch Genootschap.

zonder datum
- De Witchcraft Acts, met daarin het wettelijk verbod op hekserij) in het Verenigd Koninkrijk, worden opgeheven.
- Afschaffing van de Legislative Council in Nieuw-Zeeland.

## Muziek

### Klassiek
- Jean Absil schrijft het ballet Les Météors, opus 77
- Leroy Anderson schrijft China doll.

premières
- 13 april: eerste uitvoering van Silezische triptiek van Witold Lutosławski
- 20 april: eerste uitvoering van Kleine suite voor kamerorkest van Witold Lutosławski
- 29 april: eerste uitvoering van Symfonie nr. 5 van Karl Amadeus Hartmann
- 9 september: eerste uitvoering van All' Ouverture van Uuno Klami
- 17 oktober: eerste uitvoering van Symfonie nr. 4 van Yves Ramette
- 7 december: eerste uitvoering van Fantasie op Russische volksliedjes van Boris Tsjaikovski

### Populaire muziek
De volgende platen worden hits:
- Bing Crosby - Mexicali Rose
- Bob Scholte - Cafetaria Van Milano en Florentijnse Nachten
- De Chico's - Koel Water en Toeter Van papier
- De Olympia Zusjes - De Speelbal
- De Spelbrekers / Jan Verbraeken - Zie de Gij me Gere?
- Doris Day - Lullaby of Broadway, Orange Coloured Sky en The Comb And Paper Polka
- Ella Fitzgerald & Louis Armstrong - Can Anyone Explain?
- Frankie Laine - Jezebel en Rose, Rose, I Love You
- Guy Mitchell - My Truly, Truly Fair en Sparrow in The Tree Top
- John de Mol sr. & Harry de Groot - Vochtige Klanken
- Les Paul & Mary Ford - How High The Moon en Mockin' Bird Hill
- Louis Armstrong - La Vie en Rose
- Mario Lanza - Loveliest Night of The Year
- Max van Praag & Piet Kraak - Wat Een Club is Dat
- Nat King Cole - Mona Lisa, Orange Coloured Sky en Too Young
- Orkest Zonder Naam - De Waterval en Het Ding
- Patti Page - Tennessee Waltz
- Percy Faith - On Top of Old Smokey
- Phil Harris - The Thing
- The Ramblers - De Waterval
- The Three Jacksons - Hör' Mein Lied, Violetta
- Vaughn Monroe - Cool Water en Sound Off

## Beeldende kunst

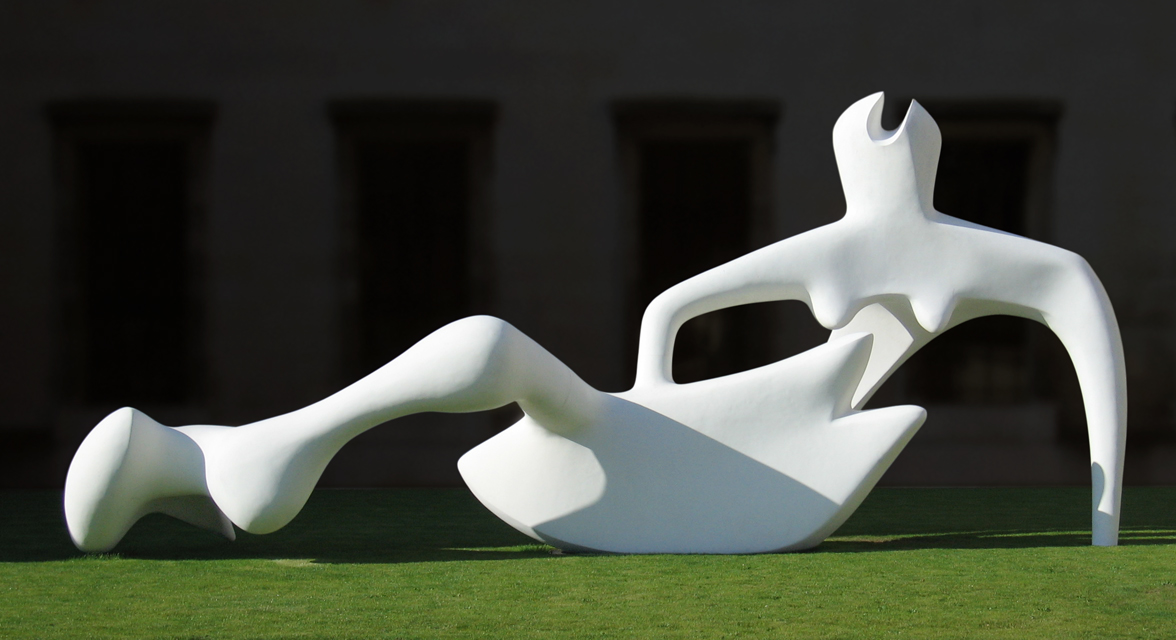
Reclining Figure, Henry Moore (1951), Fitzwilliam Museum, Cambridge
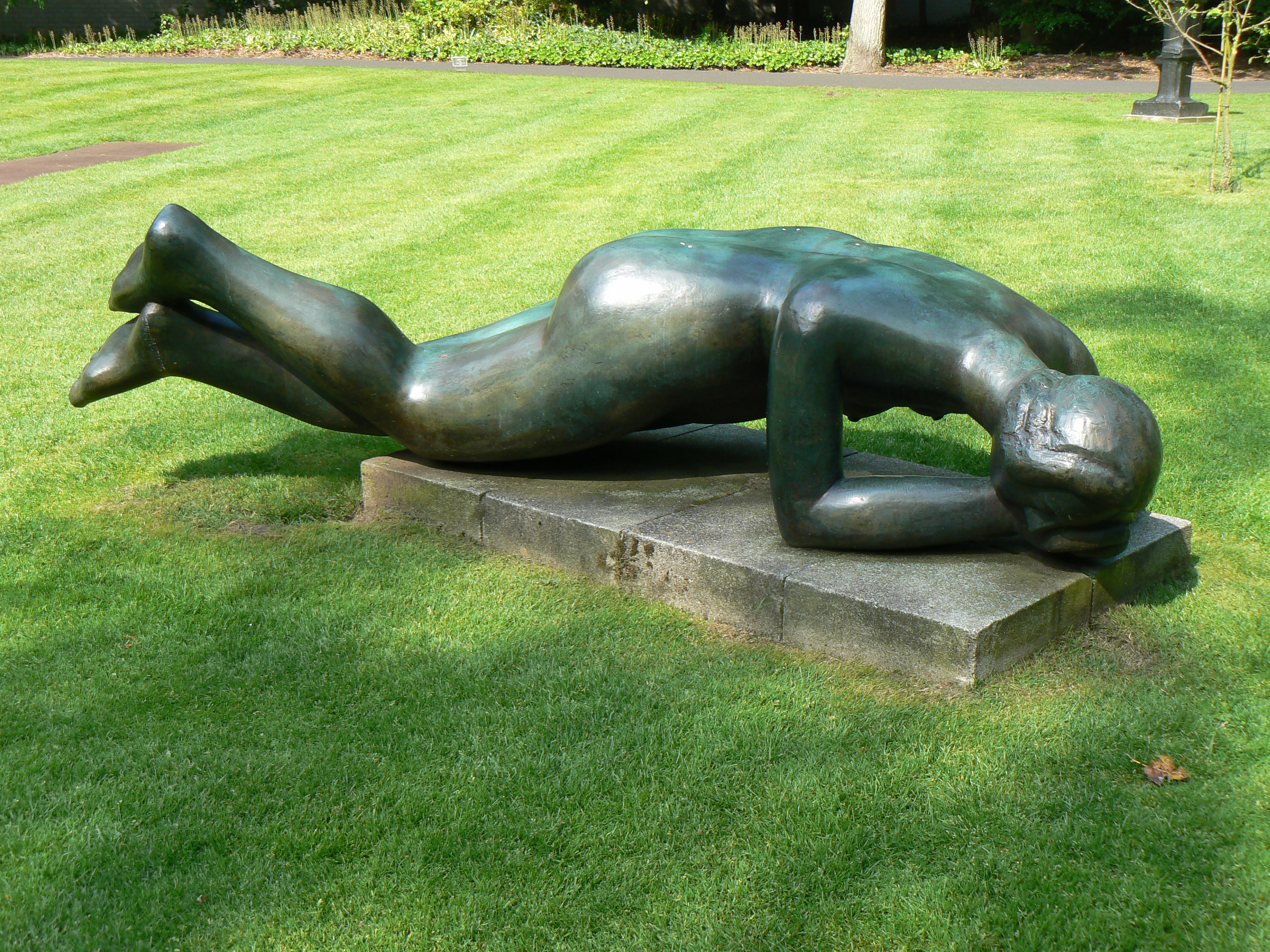
Niobe (1951) Constant Permeke, Beeldenpark Kröller-Müller Museum

## Bouwkunst

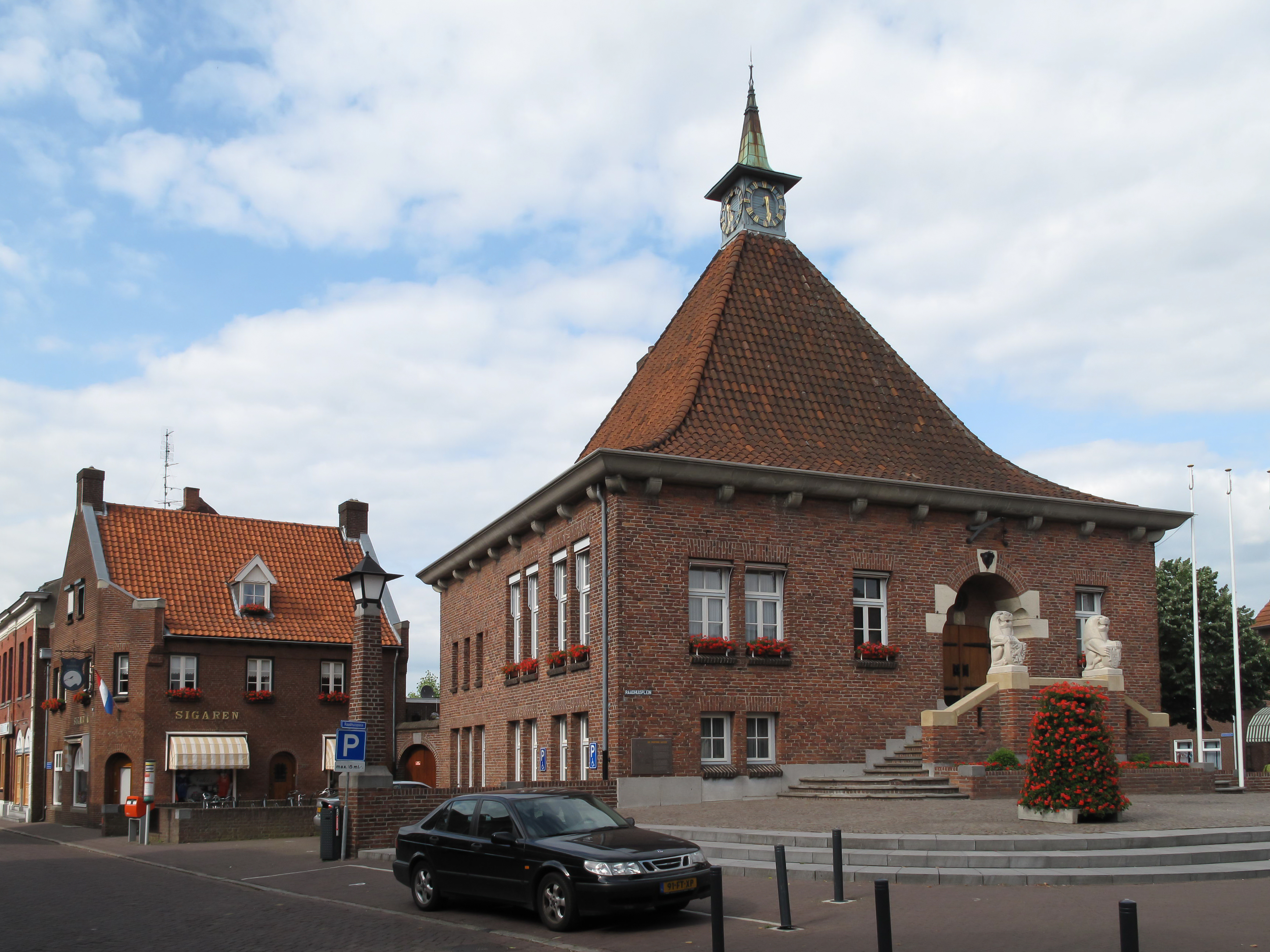
Voorm. Raadhuis Arcen (1951) Alexander Kropholler

## Geboren

### januari

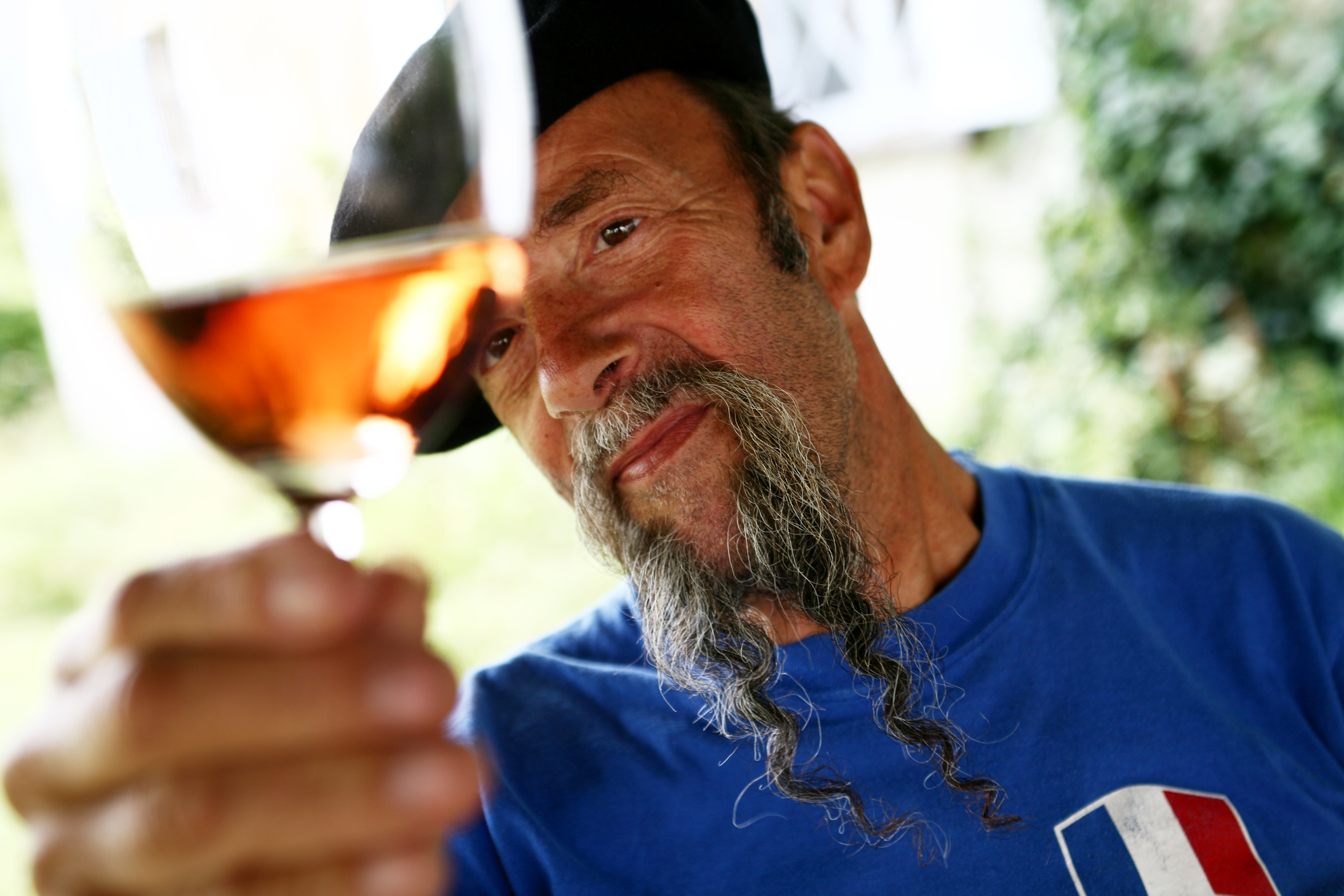
Ilja Gort,
geboren op 5 januari

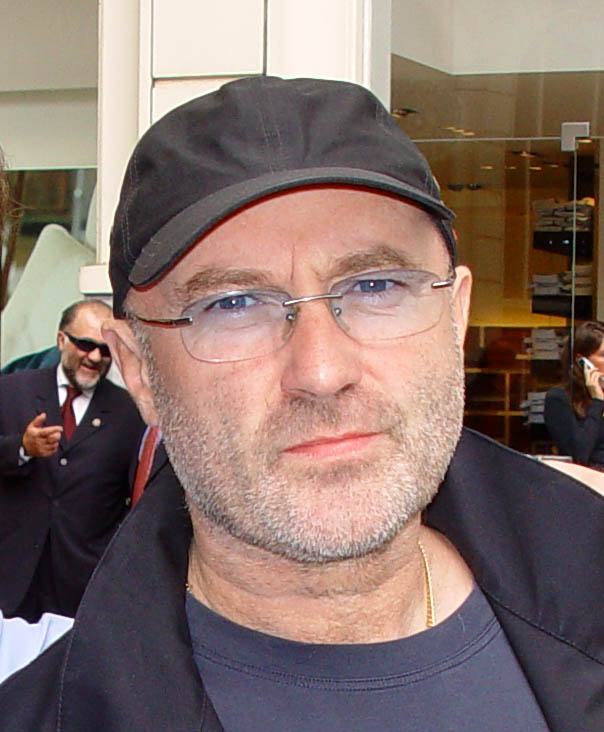
Phil Collins,
geboren op 30 januari

- 1 - John Körmeling, Nederlands beeldhouwer en architect
- 1 - Donna Lynton, Amerikaans zangeres
- 1 - Hans-Joachim Stuck, Duits coureur
- 2 - Waldir Peres, Braziliaans voetbaldoelman en trainer
- 2 - Sadik Yemni, Turks schrijver en vertaler
- 3 - Ans Gravesteijn, Nederlands roeister
- 4 - Bob Black, Amerikaans anarchist en jurist
- 5 - Ilja Gort, Nederlands wijnboer en schrijver
- 6 - Ahron Daum, Israëlisch (opper)rabbijn (overleden 2018)
- 6 - Ben Knapen, Nederlands journalist, bestuurder en historicus
- 6 - Jan Peumans, Belgisch politicus
- 7 - Frans Kellendonk, Nederlands schrijver (overleden 1990)
- 7 - Henk van Zuiden, Nederlands dichter en schrijver
- 9 - Michel Barnier, Frans (euro)politicus en brexitonderhandelaar
- 9 - John van Buren, Nederlands componist, dirigent, musicus en tekstschrijver (overleden 2012)
- 9 - Johan Geirnaert, Belgisch atleet
- 9 - Ahmed Seif, Egyptisch journalist en mensenrechtenadvocaat (overleden 2014)
- 9 - Toke Talagi, Niueaans politicus en bestuurder (overleden 2020)
- 10 - Peer Maas, Nederlands wielrenner
- 11 - Hans Wijers, Nederlands politicus en topman
- 12 - Kirstie Alley, Amerikaans actrice (overleden 2022)
- 12 - Piet den Blanken, Nederlands fotograaf en fotojournalist (overleden 2022)
- 12 - Joyce Bloem, Nederlands beeldend kunstenares (overleden 2017)
- 12 - Herman Heinsbroek, Nederlands zakenman en politicus
- 12 - Rush Limbaugh, Amerikaans radio-talkshowhost (overleden 2021)
- 13 - Jan Sebille, Belgisch atleet
- 13 - Antoni Szymanowski, Pools voetballer en voetbaltrainer
- 14 - Roy Bottse, Surinaams atleet
- 15 - Peter Collins, Brits muziekproducent
- 17 - Ans van Gerwen, Nederlands turnster
- 17 - Jos Heymans, Nederlands journalist (overleden 2023)
- 18 - Bram Behr, Curaçaos/Surinaams journalist; slachtoffer van de Decembermoorden (overleden 1982)
- 18 - Elijah Cummings, Amerikaans jurist en politicus (overleden 2019)
- 18 - Steve Grossman, Amerikaans jazzsaxofonist (overleden 2020)
- 22 - Ondrej Nepela, Slowaaks kunstschaatser (overleden 1989)
- 24 - Christian Kieckens, Belgisch architect en fotograaf (overleden 2020)
- 24 - Georg Spohr, Oost-Duits stuurman bij het roeien
- 25 - Hans-Jürgen Dörner, (Oost-)Duits voetballer (overleden 2022)
- 25 - Cees Grimbergen, Nederlands journalist en televisiepresentator
- 25 - Steve Prefontaine, Amerikaans atleet (overleden 1975)
- 25 - Boris Rösner, Tsjechisch acteur (overleden 2006)
- 26 - Jarmila Kratochvílová, Tsjecho-Slowaaks atlete
- 27 - Cees van der Knaap, Nederlands politicus, staatssecretaris van Defensie in het kabinet-Balkenende II
- 30 - Phil Collins, Brits zanger en drummer van onder andere Genesis
- 31 - Dave Benton, Arubaans-Estisch zanger
- 31 - Phil Manzanera, Brits gitarist van Roxy Music

### februari

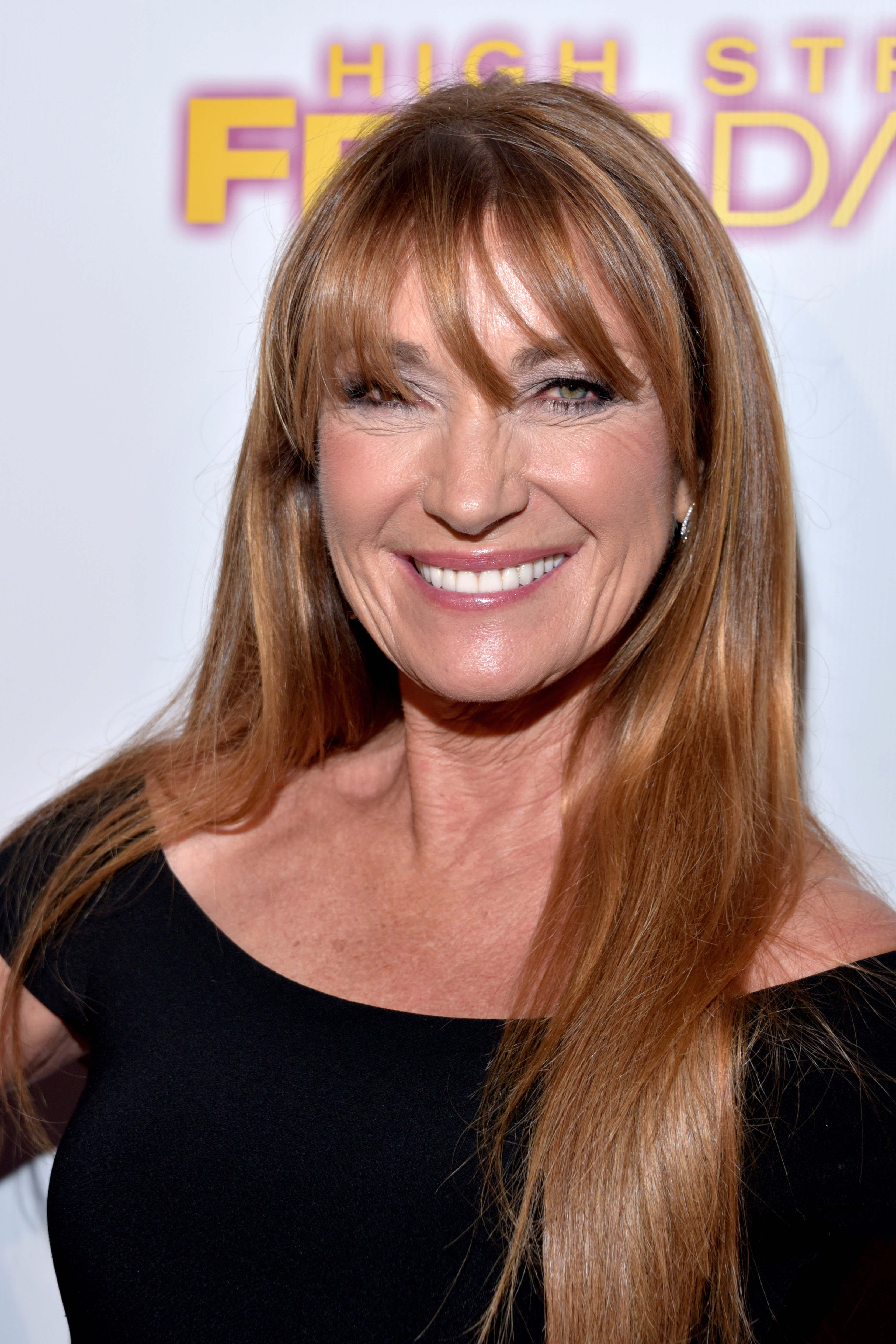
Jane Seymour,
geboren op 15 februari

- 2 - Joseph Custers, Nederlands muzikant
- 2 - Piet Schreuders, Nederlands graficus, stripauteur en radioprogrammamaker
- 3 - Blaise Compaoré, Burkinees president
- 4 - Leny Breederveld, Nederlands actrice
- 5 - Marc Smet, Belgisch atleet
- 6 - Tineke Bartels, Nederlands amazone
- 6 - Marie-Christine van België, Belgisch prinses
- 6 - Tjibbe Joustra, Nederlands topambtenaar
- 6 - Kevin Whately, Brits acteur
- 7 - Antoine Uitdehaag, Nederlands toneelregisseur en schrijver
- 8 - Steve Hillage, Brits gitarist
- 8 - Z'EV (= Stefan Joel Weisser), Amerikaans dichter en muzikant (overleden 2017)
- 11.- Jan Pesman, Nederlands architect
- 14 - Kevin Keegan, Engels voetballer (onder andere Liverpool en Hamburger SV)
- 14 - Philippe Pozzo di Borgo, Frans ondernemer (overleden 2023)
- 14 - Elma Verhey, Nederlands journaliste en publiciste (overleden 2019)
- 15 - Joost Bellaart, Nederlands hockeycoach (overleden 2020)
- 15 - Jane Seymour, Brits-Amerikaans actrice
- 16 - René Lancee, Nederlands politiefunctionaris
- 17 - Barzan Ibrahim al-Tikriti, halfbroer van Saddam Hoessein (overleden 2007)
- 20 - Gordon Brown, Brits politicus; premier van het Verenigd Koninkrijk 2007-2010
- 20 - Phil Neal, Engels voetballer en voetbalcoach
- 21 - Vince Welnick, Amerikaans toetsenist (overleden 2006)
- 22 - Arie van den Brand, Nederlands politicus
- 22 - Marleen Radder, Nederlands atlete
- 23 - Pierre-René Lemas, Frans diplomaat
- 23 - Shigefumi Mori, Japans wiskundige
- 23 - William O'Brien, Amerikaans-Hongkongs autocoureur
- 24 - Tony Holiday, Duits schlagerzanger (overleden 1990)
- 24 - Laimdota Straujuma, Lets econome en politica
- 25 - Giampiero Marini, Italiaans voetballer en voetbalcoach
- 25 - Don Quarrie, Jamaicaans hardloper
- 27 - Steve Harley, Brits singer/songwriter (overleden 2024)
- 28 - Gustav Thöni, Italiaans alpineskiër

### maart
- 4 - Chris Rea, Brits zanger

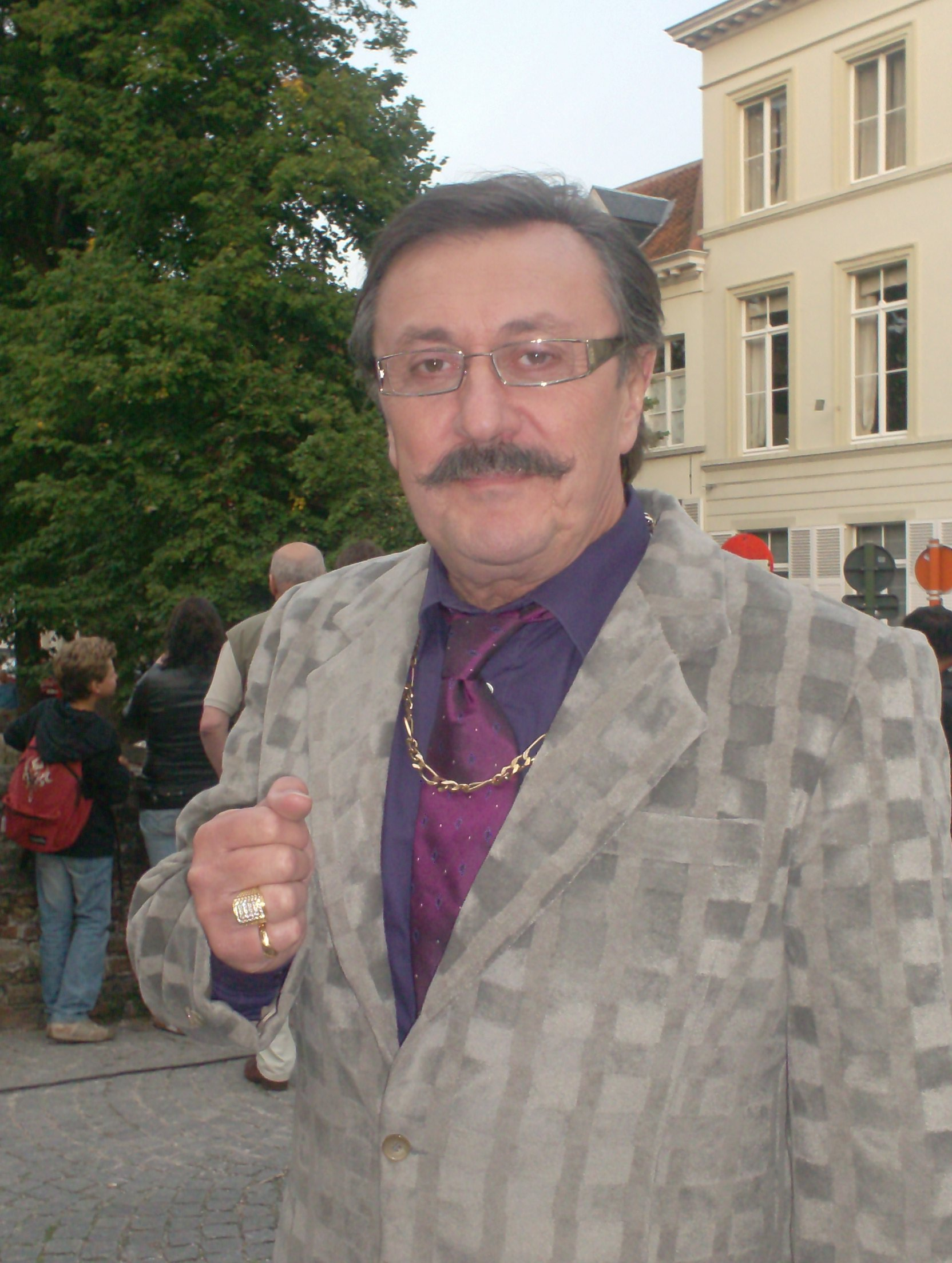
Marijn Devalck,
geboren op 16 maart

- 6 - Gerrie Knetemann, Nederlands wielrenner en wielerbondscoach (overleden 2004)
- 10 - Mateo Beusan, Kroatisch voetbalscheidsrechter
- 12 - Jack Green, Schots musicus
- 13 - Hermine de Graaf, Nederlands schrijfster (overleden 2013)
- 15 - Hans Scheepmaker, Nederlands regisseur en producent (overleden 2020)
- 15 - Geert Meijer, Nederlands voetballer en voetbaltrainer
- 16 - Marijn Devalck, Belgisch acteur (Balthazar Boma in F.C. De Kampioenen)
- 16 - Keith Snell (pseudoniem van Kees Snel; zie ook Joyce & Co), Nederlands schrijver en vertaler (overleden 2010)
- 17 - Bill Atkinson, Amerikaans softwareontwikkelaar (overleden 2025)
- 17 - Benny Nielsen, Deens voetballer
- 17 - Kurt Russell, Amerikaans acteur
- 18 - Sjoerd Kooistra, Nederlands horeca-ondernemer (overleden 2010)
- 19 - John van Dijk, Nederlands ondernemer
- 21 - Herman Mignon, Belgisch atleet
- 22 - Carl Wieman, Amerikaans natuurkundige en Nobelprijswinnaar
- 23 - Michel Aupetit, Frans aartsbisschop
- 23 - Bernd Landvoigt, Oost-Duits roeier
- 23 - Jörg Landvoigt, Oost-Duits roeier
- 23 - Karen Young, Amerikaans zangeres (overleden 1991)
- 25 - Leonid Skotnikov, Russisch rechter en diplomaat
- 27 - Sanja Ilić, Servisch componist en keyboardspeler (overleden 2021)
- 27 - Marielle de Sarnez,  Frans politica (overleden 2021)
- 28 - Joop Munsterman, Nederlands sportbestuurder en zakenman
- 28 - David Reese, Amerikaans pokerspeler (overleden 2007)
- 30 - Wolfgang Niedecken, Duits muzikant
- 30 - Anton Tkáč, Slowaaks baanwielrenner (overleden 2022)
- 31 - Stephen Hannock, Amerikaans kunstschilder
- 31 - Stefan Hertmans, Belgisch schrijver

### april

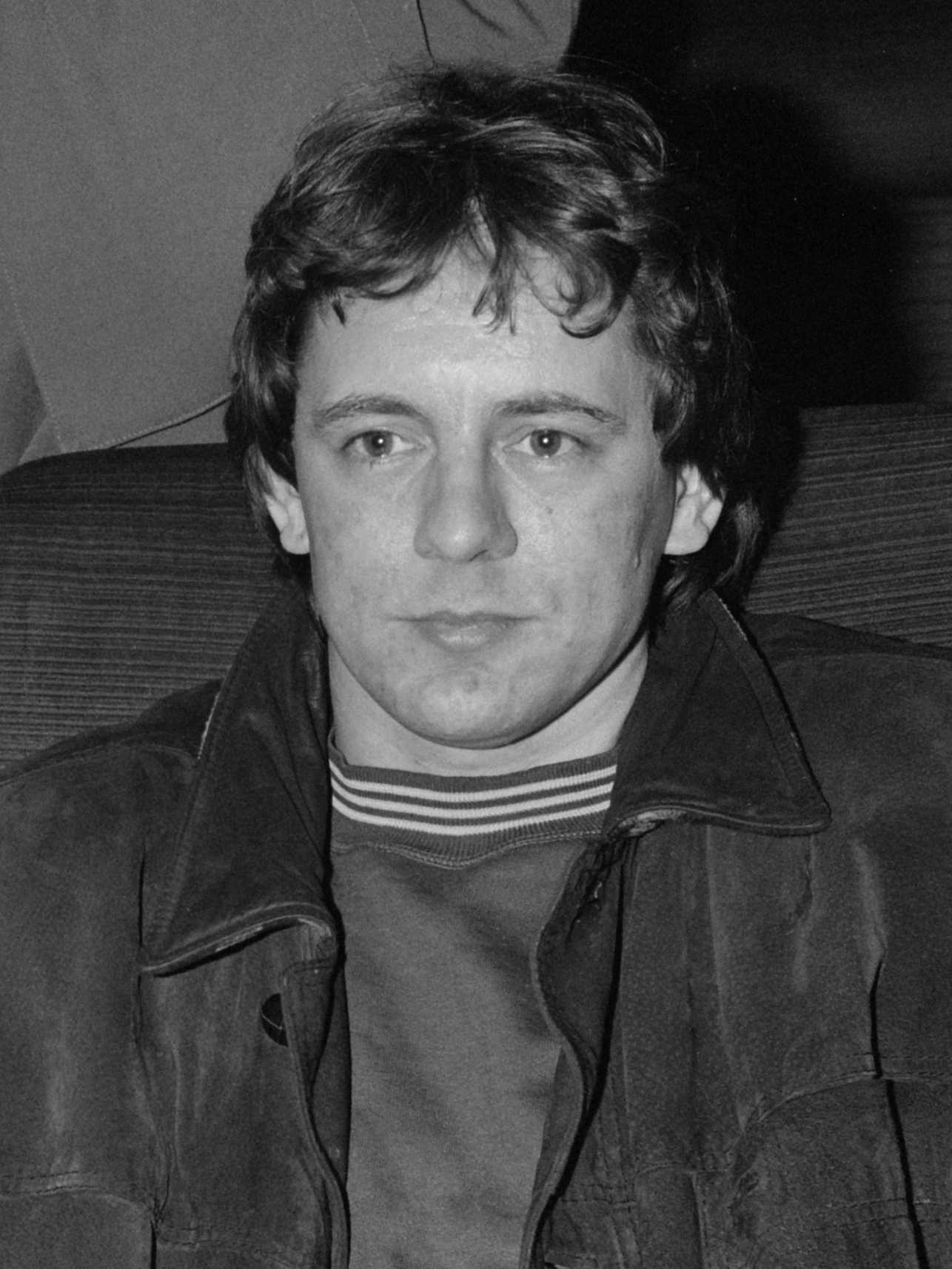
Dick Maas,
geboren op 15 april

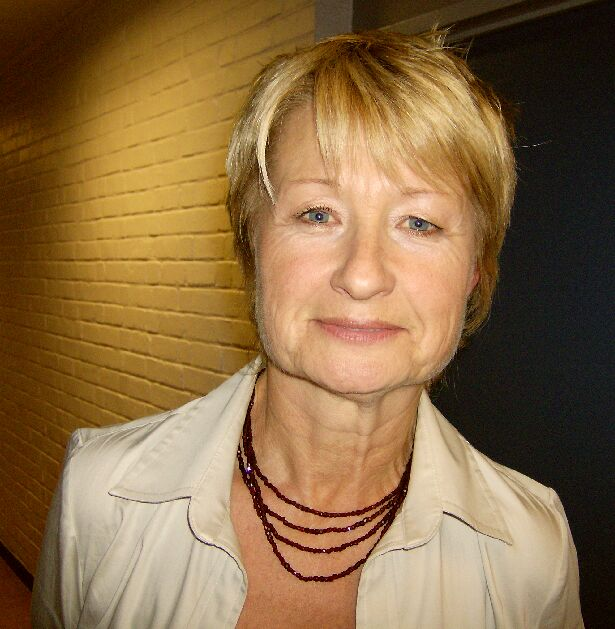
Danni Heylen,
geboren op 28 april

- 1 - Alfredo Rodas, Ecuadoraans voetbalscheidsrechter
- 2 - Henk van Leeuwen, Nederlands voetballer
- 2 - Jukka Vakkila, Fins voetballer en voetbalcoach
- 5 - Theo Smit, Nederlands wielrenner (overleden 2023)
- 7 - Janis Ian, Amerikaans singer-songwriter en schrijfster
- 7 - Mike Jones (Virgil), Amerikaans professioneel worstelaar (overleden 2024)
- 7 - Hugo van Krieken, Nederlands radiopresentator (overleden 2009)
- 7 - Sweder van Wijnbergen, Nederlands econoom
- 8 - Pieter van Geel, Nederlands politicus en bestuurder
- 10 - Jacqueline Cramer, Nederlands minister en hoogleraar
- 12 - Aleksandr Machovikov, Sovjet voetballer
- 13 - Ivano Bordon, Italiaans voetballer
- 13 - Joachim Streich, Duits voetballer (overleden 2022)
- 15 - Dick Maas, Nederlands filmregisseur
- 15 - Beatrix Schuba, Oostenrijks kunstschaatsster
- 17 - Horst Hrubesch, Duits voetballer en voetbalcoach
- 17 - Olivia Hussey, Argentijns-Brits actrice (overleden 2024)
- 17 - Börje Salming, Zweeds ijshockeyspeler (overleden 2022)
- 18 - Francine Giskes, Nederlands politica (D66)
- 18 - Margalith Kleijwegt, Nederlands journaliste
- 18 - Gerdi Verbeet, Nederlands politica (PvdA)
- 19 - Hanneke van Wel-Karbet, Nederlands burgemeester
- 20 - Jean Pierre Rawie, Nederlands dichter
- 20 - Luther Vandross, Amerikaans rhythm-and-blues-zanger (overleden 2005)
- 21 - Tony Danza, Amerikaans acteur (onder andere Taxi en Who's the Boss?)
- 21 - Jan Huisjes, Nederlands wielrenner
- 23 - Loek Hermans, Nederlands politicus (VVD) en voorzitter MKB-Nederland
- 24 - Sien Eggers, Belgisch actrice
- 24 - Evelien Gans, Nederlands historica, publiciste en hoogleraar (overleden 2018)
- 24 - Rein Groenendaal, Nederlands veldrijder
- 24 - Enda Kenny, Iers politicus (premier 2011-2017)
- 25 - Domingo González, Colombiaans voetballer (overleden 1979)
- 26 - Arne Jansen, Nederlands zanger ("Meisjes met rode haren") (overleden 2007)
- 27 - Ace Frehley, Amerikaans gitarist van Kiss
- 28 - Danni Heylen, Belgisch actrice (Pascale in F.C. De Kampioenen)
- 29 - Cees van Leeuwen, Nederlands politicus (LPF)

### mei

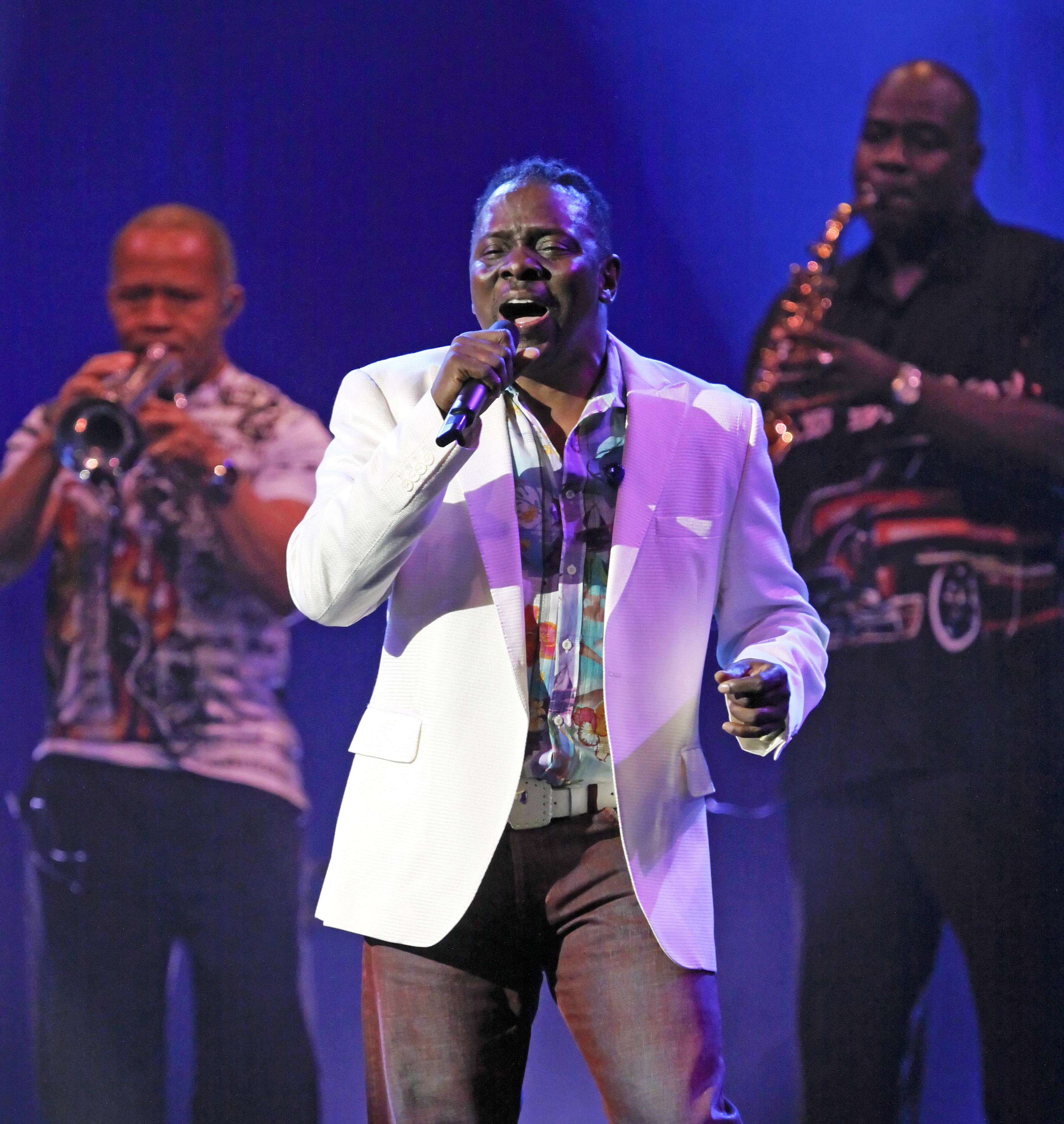
Philip Bailey,
geboren op 8 mei

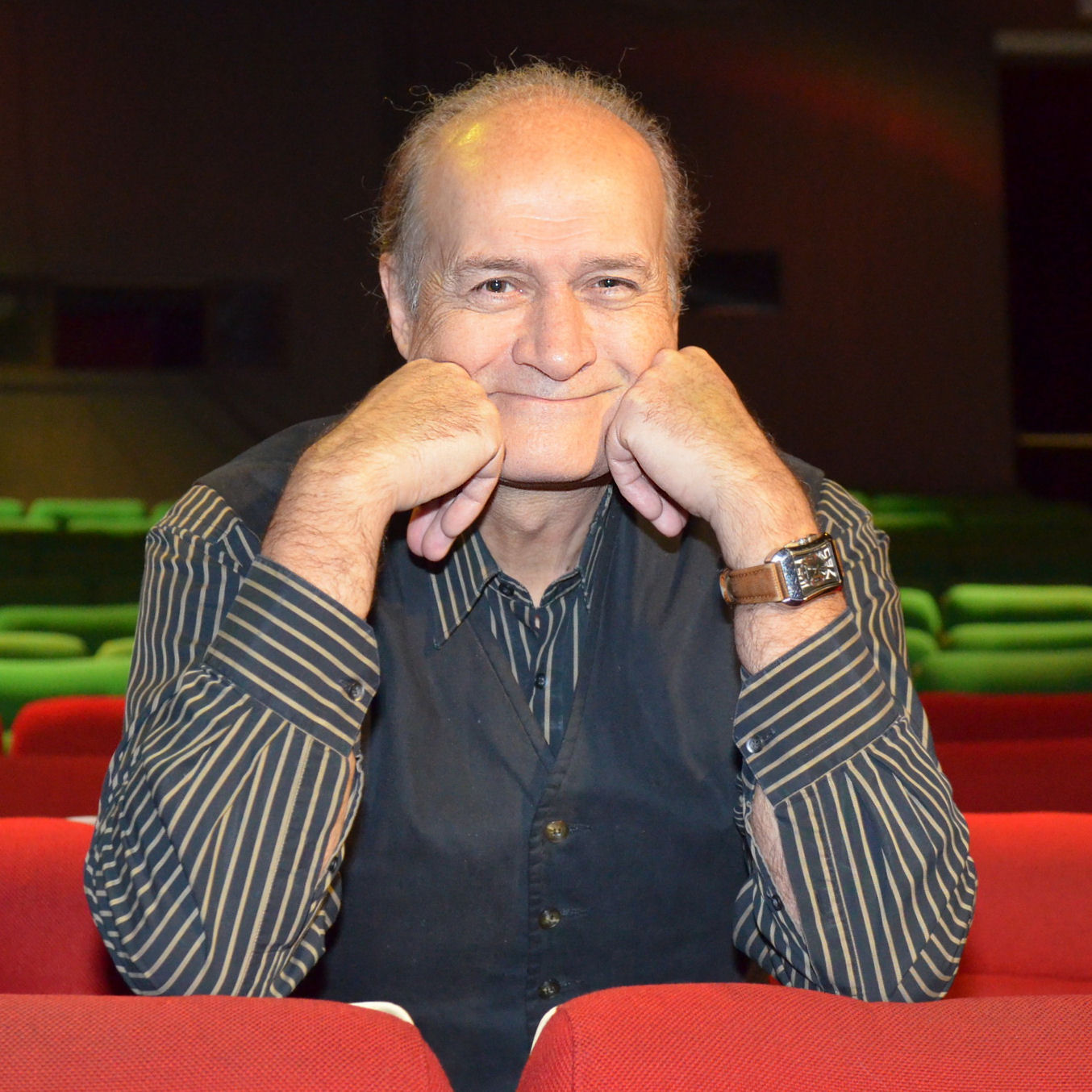
Jacques Vermeire,
geboren op 27 mei

- 1 - Erik Van Neygen, Belgisch zanger
- 2 - Alfons Olde Loohuis,  Nederlands huisarts en zoönosen-expert
- 3 - Larry van Wieren, Nederlands-Canadees ijshockeyer en ijshockeybondscoach
- 7 - Carlos Alomar, Puerto Ricaans gitarist
- 7 - Bernie Marsden, Brits gitarist (onder meer Whitesnake) (overleden 2023)
- 8 - Philip Bailey, Amerikaans zanger (onder andere van Earth, Wind and Fire)
- 9 - Steinar Lem, Noors schrijver (overleden 2009)
- 11 - Hans Peter Künzle, Zwitsers jazzbassist, docent en museumdirecteur
- 12 - Gunnar Larsson, Zweeds zwemmer en olympisch kampioen
- 13 - Herman Philipse, Nederlands filosoof
- 13 - James Whale, Brits radio-dj, radiopresentator, podcastpresentator en schrijver (overleden 2025)
- 14 - Siegfried Woldhek, Nederlands tekenaar en illustrator
- 15 - Frank Wilczek, Amerikaans natuurkundige en Nobelprijswinnaar
- 16 - Claudio Baglioni, Italiaans zanger
- 16 - Nelleke Burg, Nederlands actrice en zangeres
- 17 - Frank Visser, Nederlands rechter, televisiepresentator en schrijver
- 18 - Ben Feringa, Nederlands chemicus en Nobelprijswinnaar
- 18 - Angela Voigt, Oost-Duits atlete (overleden 2013)
- 19 - Joey Ramone, geboren als Jeffrey Hyman, zanger van de Ramones (overleden 2001)
- 21 - Kurt Röthlisberger, Zwitsers voetbalscheidsrechter
- 22 - Johan Verminnen, Belgisch zanger en liedjesschrijver (Laat me nu toch niet alleen, Mooie dagen)
- 23 - Hisham Bastawisi, Egyptisch rechter en politicus (overleden 2021)
- 23 - Anatoli Karpov, Russisch wereldkampioen schaken
- 24 - Jean-Pierre Bacri, Frans acteur en scenarioschrijver (overleden 2021)
- 25 - Jean-Marie Aerts, Belgisch rockgitarist (T.C. Matic) en producer (overleden 2024)
- 25 - Krunoslav Hulak, Kroatisch schaker (overleden 2015)
- 25 - Adriaan Visser, Nederlands ondernemer en sportbestuurder
- 26 - Muhammed Faris, Syrisch militair en ruimtevaarder (overleden 2024)
- 27 - Jacques Vermeire, Belgisch acteur, komiek en presentator
- 30 - Fernando Lugo, Paraguayaans president
- 30 - Stephen Tobolowsky, Amerikaans acteur

### juni

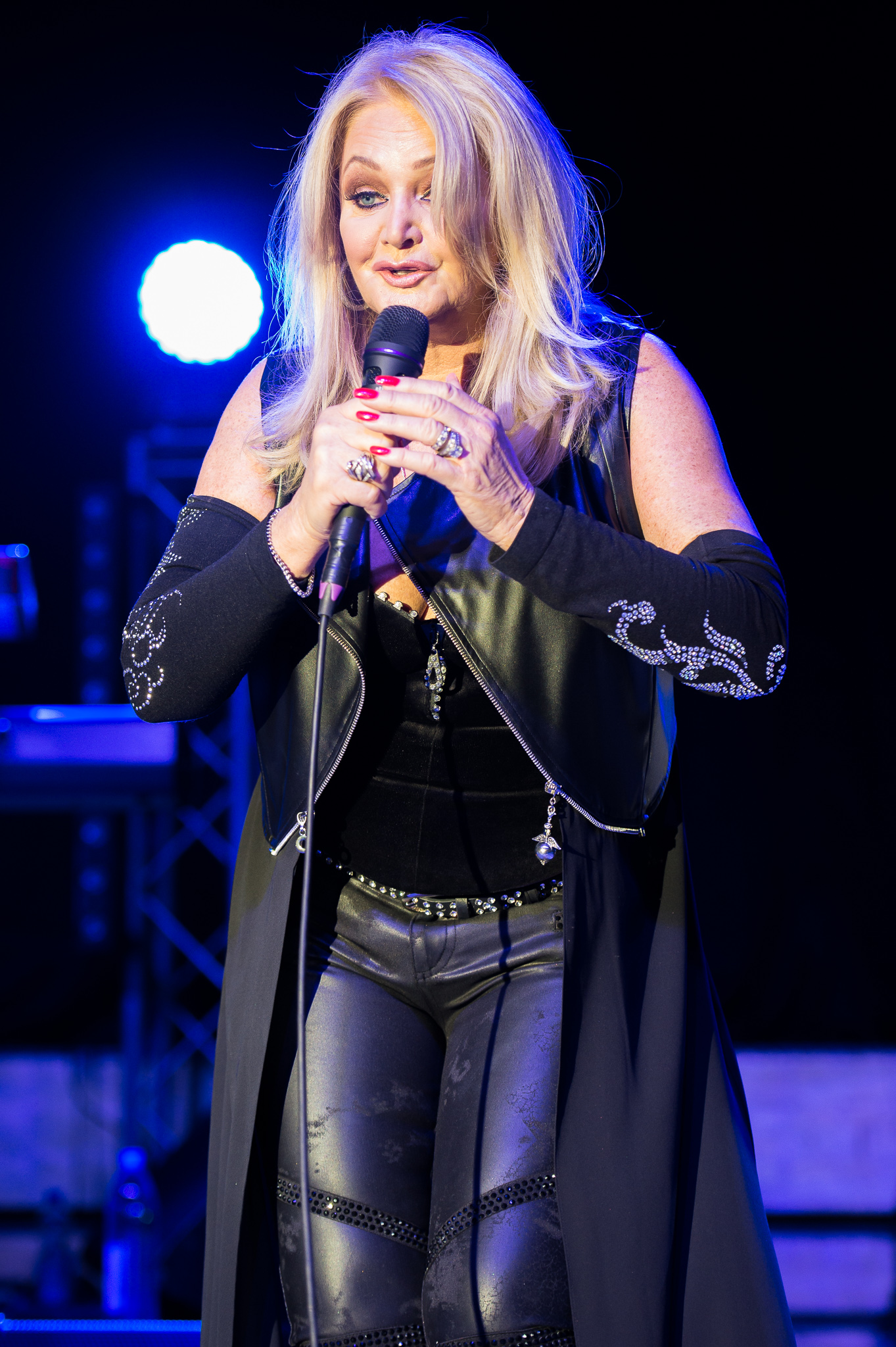
Bonnie Tyler,
geboren op 8 juni

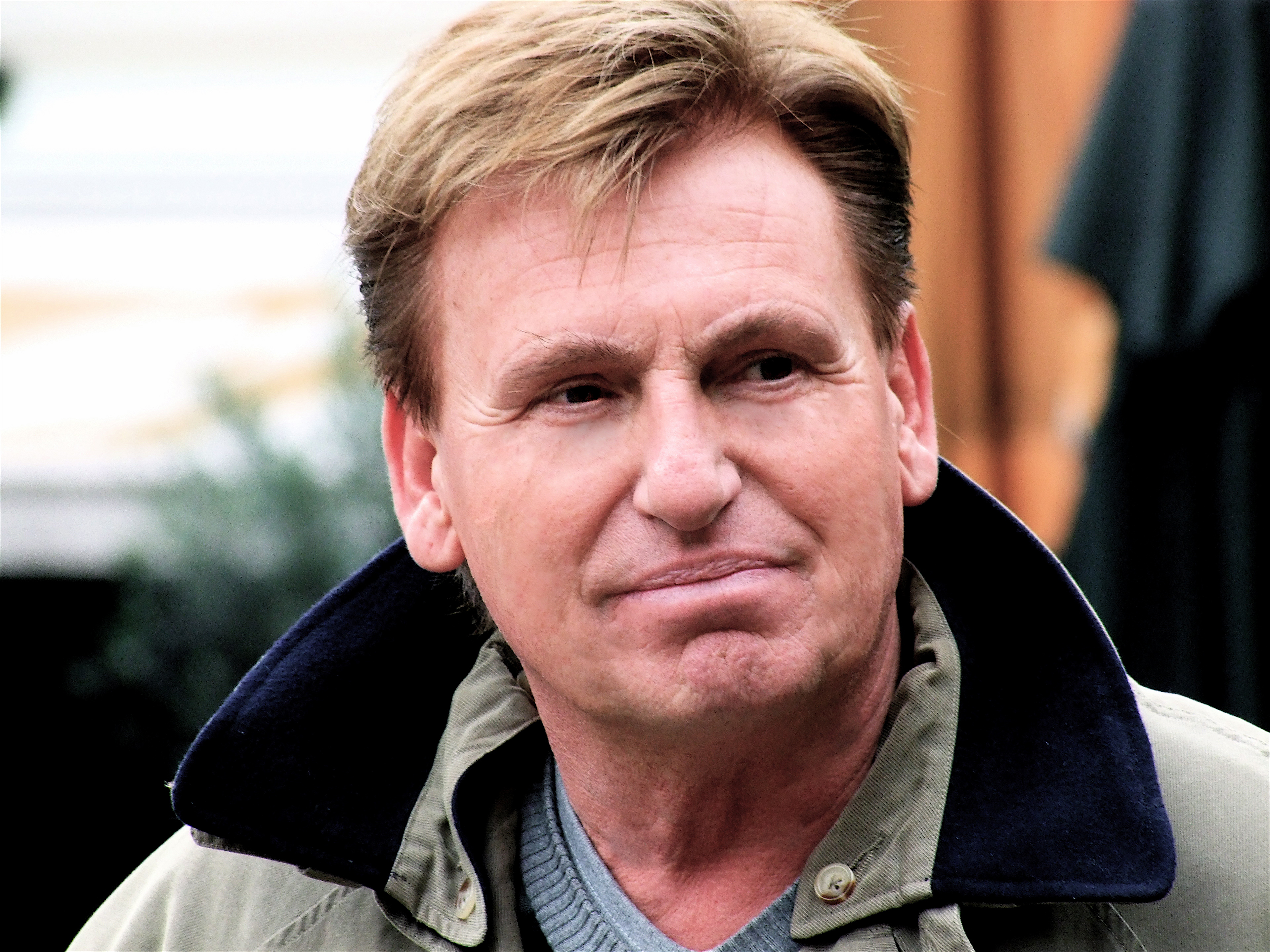
Henny Huisman,
geboren op 18 juni

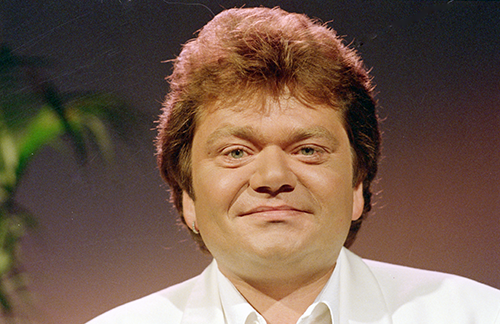
André Hazes,
geboren op 30 juni

- 2 - François Jullien, Frans filosoof en oriëntalist
- 2 - Arnold Mühren, Nederlands voetballer
- 4 - Bronisław Malinowski, Pools atleet (overleden 1981)
- 5 - Lê Dung, Vietnamees operazangeres (overleden 2001)
- 5 - Ellen Foley, Amerikaans zangeres en actrice
- 5 - Silvio Longobucco, Italiaans voetballer (overleden 2022)
- 6 - Erik De Beck, Belgisch atleet
- 6 - Pieter Heerema, Nederlands ondernemer en zeiler
- 8 - Cor Pot, Nederlands voetballer en voetbaltrainer
- 8 - Bonnie Tyler, Welsh zangeres en gitariste
- 9 - Benny Neyman, Nederlands zanger (overleden 2008)
- 10 - GertJan Nijpels, Nederlands bestuurder en burgemeester (overleden 2021)
- 11 - Arjan Brass, Nederlands zanger (overleden 2007)
- 11 - Jan Franssen, Nederlands politicus en bestuurder; lid Raad van State
- 12 - Alain Courtois, Belgisch bestuurder
- 12 - Brad Delp, Amerikaans rockzanger (Boston) (overleden 2007)
- 12 - Andranik Margarian, minister-president van Armenië (overleden 2007)
- 13 - Hannie Rouweler, Nederlands dichteres
- 13 - Jorge Santana, Mexicaans gitarist (overleden 2020)
- 14 - Netty van Hoorn, Nederlands regisseur en producent
- 14 - Pentti Korhonen, Fins motorcoureur
- 15 - Álvaro Colom, Guatamalteeks politicus; president 2008-2012 (overleden 2023)
- 15 - Johan Remkes, Nederlands politicus (VVD), minister van Binnenlandse Zaken
- 15 - Jaffe Vink, Nederlands filosoof en publicist
- 16 - Roberto Durán, Panamees bokser
- 17 - Bart Plouvier, Vlaams schrijver (overleden 2021)
- 18 - Henny Huisman, Nederlands televisiepresentator
- 18 - Nobutaka Taguchi, Japans zwemmer en olympisch kampioen (1972)
- 19 - Francesco Moser, Italiaans wielrenner
- 19 - Ayman al-Zawahiri, Egyptisch terrorist (Al Qaida) (overleden 2022)
- 21 - Miguel Ángel Gamboa, Chileens voetballer
- 21 - Nils Lofgren, Amerikaans rockmuzikant; singer-songwriter
- 21 - John Terra, Belgisch zanger
- 22 - Ali Farzat, Syrisch cartoonist
- 24 - Ivar Formo, Noors langlaufer en oriëntatieloper (overleden 2006)
- 25 - Emmanuel Sanon, Haïtiaans voetballer (overleden 2008)
- 25 - Antoine Verbij, Nederlands journalist (overleden 2015)
- 27 - Mary McAleese, Iers politica; president 1997-2011
- 28 - Cherry Wijdenbosch, Nederlands zangeres
- 29 - Alex Brenninkmeijer, Nederlands Nationale Ombudsman (2005-2014), jurist en hoogleraar (overleden 2022)
- 29 - Keno Don Rosa, Amerikaans striptekenaar (Donald Duck)
- 30 - André Hazes, Nederlands zanger (overleden 2004)
- 30 - Jetty Mathurin, Nederlands-Surinaams cabaretière en columniste

### juli

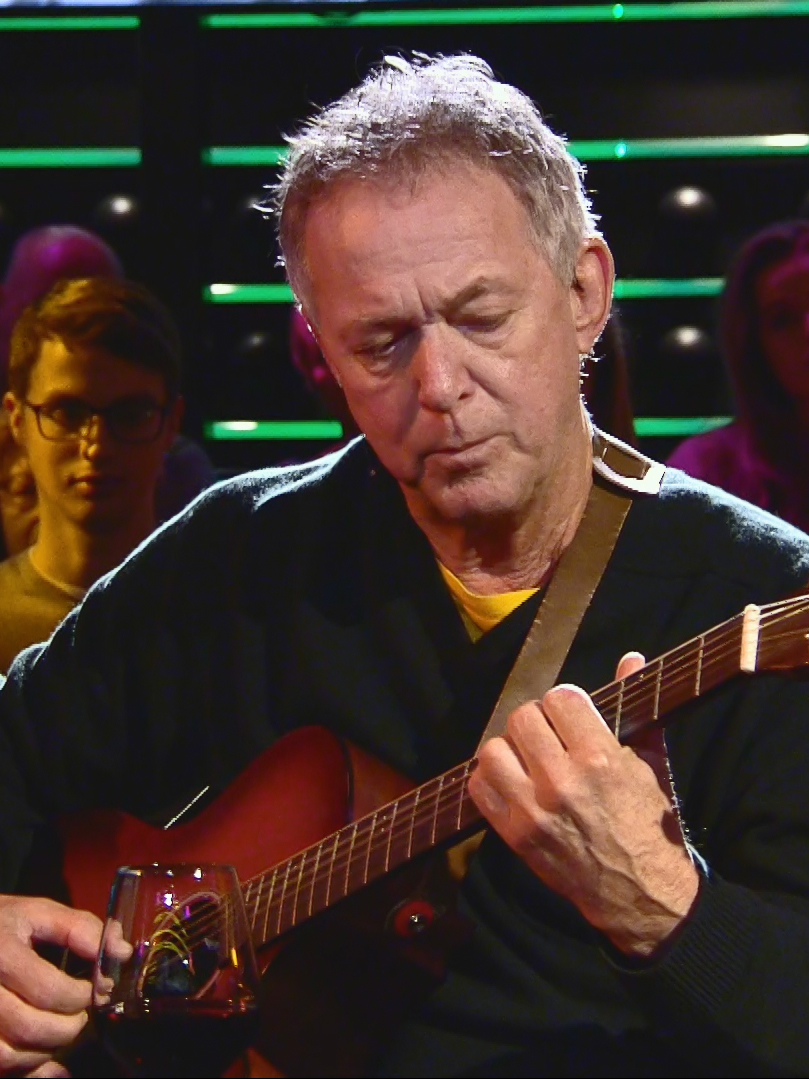
Harrie Jekkers,
geboren op 1 juli

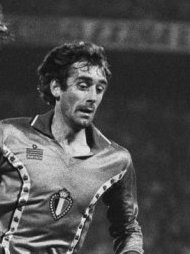
Walter Meeuws,
geboren op 11 juli

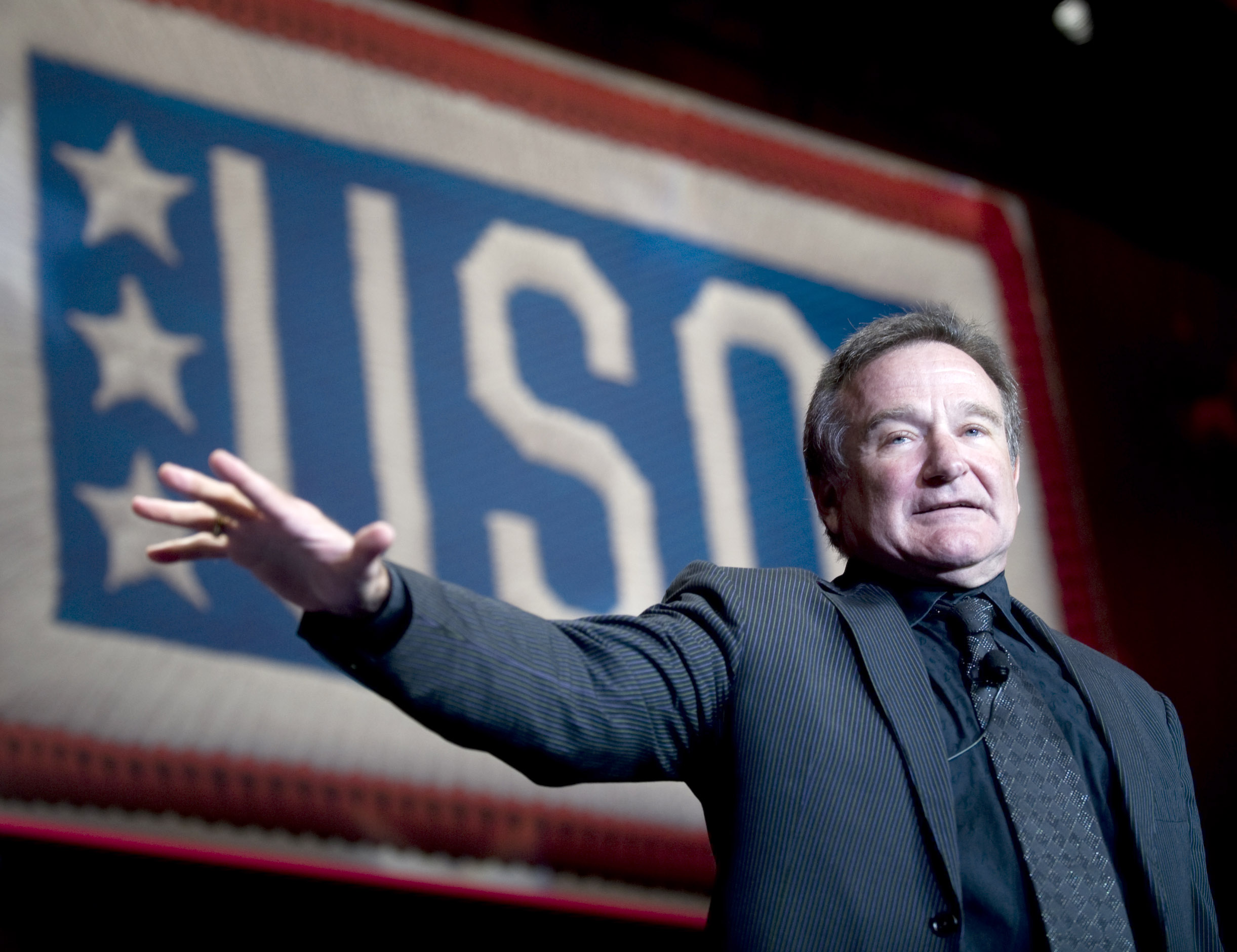
Robin Williams,
geboren op 21 juli

- 1 - Martin Indyk, Amerikaans diplomaat (overleden 2024)
- 1 - Harrie Jekkers, Nederlands muzikant, schrijver en cabaretier
- 3 - Jean-Claude Duvalier, Haïtiaans president-dictator (overleden 2014)
- 4 - Elsbeth Etty, Nederlands recensente, publiciste en hoogleraar
- 5 - Brad Daugherty, Amerikaans pokerspeler
- 5 - Frits Jansma, Nederlands acteur
- 6 - Geert Bourgeois, Belgisch politicus
- 6 - Carl Huybrechts, Belgisch presentator en sportjournalist
- 6 - Geoffrey Rush, Australisch acteur
- 7 - Michael Henderson, Amerikaans muzikant (overleden 2022)
- 8 - Anjelica Huston, Amerikaans actrice
- 8 - Geert de Jong, Belgisch actrice
- 8 - Adalberto Martínez Flores, Paraguayaans kardinaal
- 9 - Max van Weezel, Nederlands journalist (overleden 2019)
- 10 - Donato Bilancia, Italiaans seriemoordenaar (overleden 2020)
- 11 - Walter Meeuws, Belgisch voetballer en voetbaltrainer
- 11 - Russell Weir, Schots golfspeler (overleden 2022)
- 12 - Gerd Leers, Nederlands burgemeester en politicus
- 14 - Luc Gustin, Belgisch politicus (overleden 2019)
- 17 - Bobby Vosmaer, Nederlands voetballer
- 18 - Elio Di Rupo, Belgisch politicus
- 18 - Marleen Maes, Belgisch actrice
- 20 - Larry Black, Amerikaans atleet (overleden 2006)
- 21 - Pol Hauspie, Belgisch ondernemer
- 21 - Pino Minafra, Italiaans jazz-trompettist, -bugelist en componist
- 21 - Walter Waalderbos, Nederlands voetballer
- 21 - Robin Williams, Amerikaans acteur (overleden 2014)
- 22 - Tisa Farrow, Amerikaanse actrice (overleden 2024)
- 22 - Jan Naezer, Sumatraans beeldend kunstenaar
- 25 - Connie Breukhoven alias Vanessa, Nederlands zangeres
- 26 - Bernard Challandes, Zwitsers voetballer en voetbaltrainer
- 27 - Leo Hogenboom, Nederlands acteur
- 27 - Gerard Klaasen, Nederlands (radio- en tv-)journalist en -presentator (overleden 2022)
- 28 - Santiago Calatrava, Spaans architect
- 28 - Ray Kennedy, Engels voetballer (overleden 2021)
- 31 - Evonne Goolagong, Australisch tennisster

### augustus

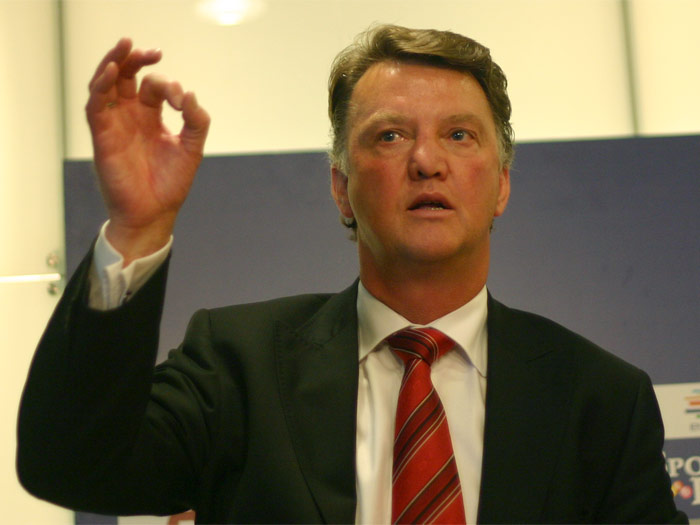
Louis van Gaal,
geboren op 8 augustus

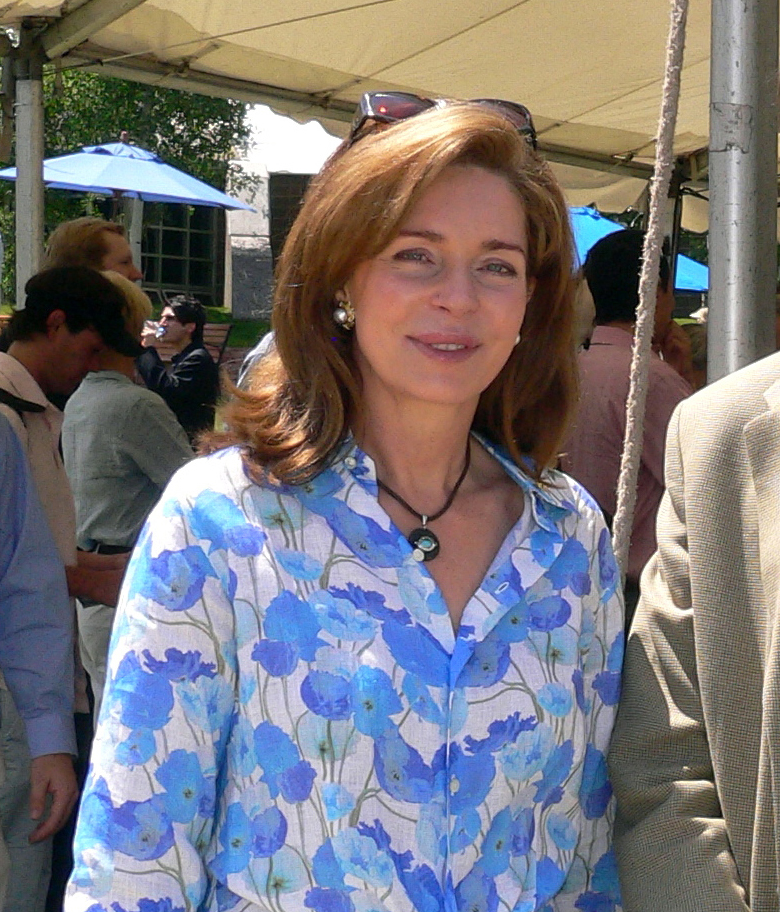
Noor van Jordanië,
geboren op 23 augustus

- 3 - Jay North, Amerikaans acteur (overleden 2025)
- 6 - Catherine Hicks, Amerikaans actrice
- 6 - Christophe de Margerie, Frans ondernemer (overleden 2014)
- 6 - Herman Snoeijink, Nederlands wielrenner en wielerbondscoach
- 7 - Vic De Wachter, Belgisch acteur
- 7 - Gary Hall, Amerikaans zwemmer
- 8 - Martin Brest, Amerikaans filmmaker
- 8 - Louis van Gaal, Nederlands voetballer en voetbaltrainer
- 9 - James Vrij, Nederlands bokser
- 13 - Dan Fogelberg, Amerikaans zanger (overleden 2007)
- 15 - Carlos Torres Garcés, Ecuadoraans voetballer en voetbalcoach
- 17 - Richard Hunt, Amerikaans Muppet-poppenspeler (overleden 1992)
- 17 - Anne Elisabet Jensen, Deens politicus
- 17 - Konrad Weise, Oost-Duits voetballer
- 19 - Menno Buch, Nederlands televisiepresentator (overleden 2014)
- 19 - Dana (Scallon), Iers zangeres en politica
- 19 - John Deacon, Brits bassist van Queen
- 19 - Elja Pelgrom, Nederlands actrice (overleden 1995)
- 20 - Greg Bear, Amerikaans sciencefictionschrijver (overleden 2022)
- 20 - Alfred Birney, Nederlands schrijver en columnist
- 20 - Mohamed Morsi, Egyptisch politicus en president (overleden 2019)
- 21 - Bernhard Germeshausen, (Oost-)Duits bobsleeër (overleden 2022 )
- 23 - koningin Noor van Jordanië
- 30 - Gediminas Kirkilas, Litouws politicus; premier 2006-2008 (overleden 2024)
- 31 - Angelique Rockas, Zuid-Afrikaans/Grieks actrice

### september

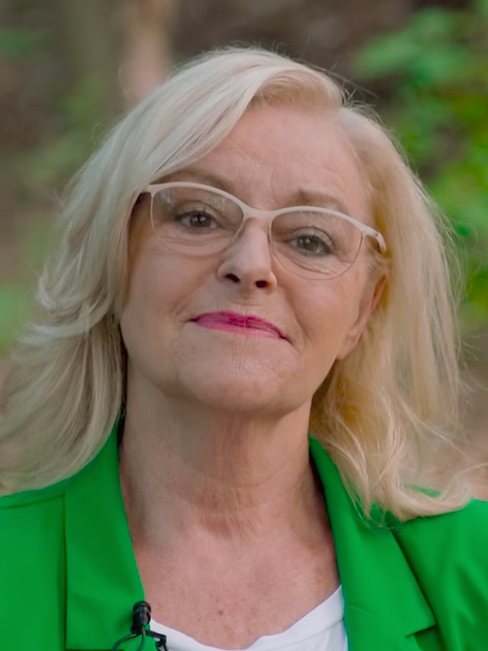
Corry Konings,
geboren op 8 september

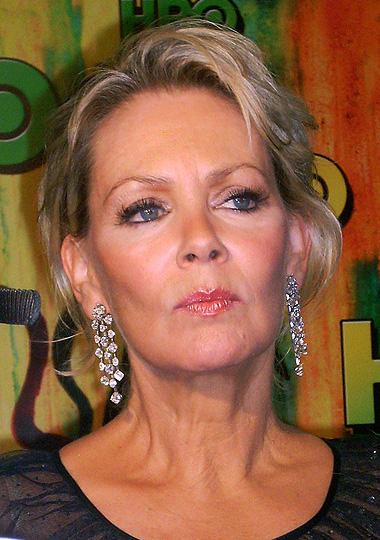
Jean Smart,
geboren op 13 september

- 2 - Anet Bleich, Nederlands journaliste en columniste
- 2 - Mark Harmon, Amerikaans acteur
- 4 - Elly van Beuzekom-Lute, Nederlands atlete
- 5 - Ronny Abraham, Frans hoogleraar en rechter van het Internationaal Gerechtshof
- 5 - Paul Breitner, Duits voetballer
- 5 - Michael Keaton, Amerikaans acteur
- 7 - Kebede Balcha, Ethiopisch langeafstandsloper (overleden 2018)
- 7 - Tom Eyzenbach, Nederlands illustrator en grafisch vormgever
- 7 - Chrissie Hynde, Amerikaans zangeres
- 8 - Franciszek Gągor, Pools generaal (overleden 2010)
- 8 - Corry Konings, Nederlands zangeres
- 8 - Toon Reyniers, Belgisch schrijver
- 9 - Johan Van Wezer, Belgisch atleet
- 11 - Gepke Witteveen, Nederlands actrice
- 12 - Tom Fontana, Amerikaans acteur en filmproducent
- 12 - Joe Pantoliano, Amerikaans acteur (onder andere The Matrix en The Sopranos)
- 13 - Cor Hildebrand, Nederlands voetballer (overleden 2022)
- 13 - Sven-Åke Nilsson, Zweeds wielrenner
- 13 - Jean Smart, Amerikaans actrice
- 15 - Johan Neeskens, Nederlands voetballer en voetbaltrainer (overleden 2024)
- 15 - Dadi Pudumjee, Indiaas poppenspeler
- 15 - Tarciso, Braziliaans voetballer (overleden 2018)
- 15 - Jared Taylor, Amerikaans publicist en activist
- 16 - René en Willy van de Kerkhof, Nederlands voetbal-tweeling
- 17 - Piet Kleine, Nederlands schaatser
- 18 - Gerrit Barron, Surinaams jeugdboekenschrijver en dichter
- 18 - Dee Dee Ramone, Amerikaans bassist (overleden 2002)
- 20 - Guus Dam, Nederlands acteur
- 20 - Henk Hofstede, Nederlands zanger van de Nits
- 20 - Guy Lafleur, Canadees ijshockeyer (overleden 2022)
- 20 - Javier Marías, Spaans schrijver en vertaler (overleden 2022)
- 22 - Wolfgang Petry, Duits zanger
- 23 - Jurriaan Andriessen, Nederlands beeldend kunstenaar, musicus, componist en schrijver (overleden 1991)
- 23 - Harry Lubse, Nederlands voetballer
- 23 - Shehbaz Sharif, Pakistaans politicus; premier sinds 2022
- 24 - Gert Hekma, Nederlands socioloog (overleden 2022)
- 25 - Yardena Arazi, Israëlisch zangeres
- 25 - Mark Hamill, Amerikaans acteur
- 27 - Geoff Gallop, 27e premier van West-Australië
- 28 - Jim Diamond, Brits popzanger en songwriter (overleden 2015)
- 29 - Michelle Bachelet, Chileens presidente

### oktober

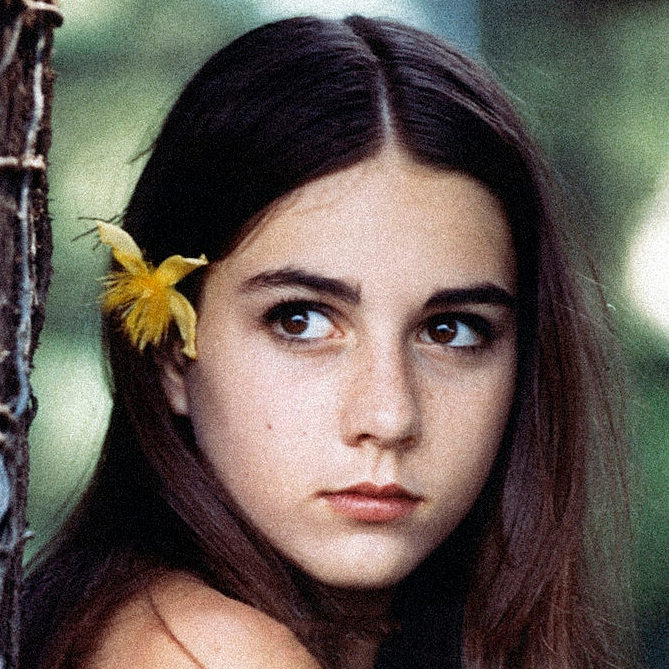
Romina Power,
geboren op 2 oktober

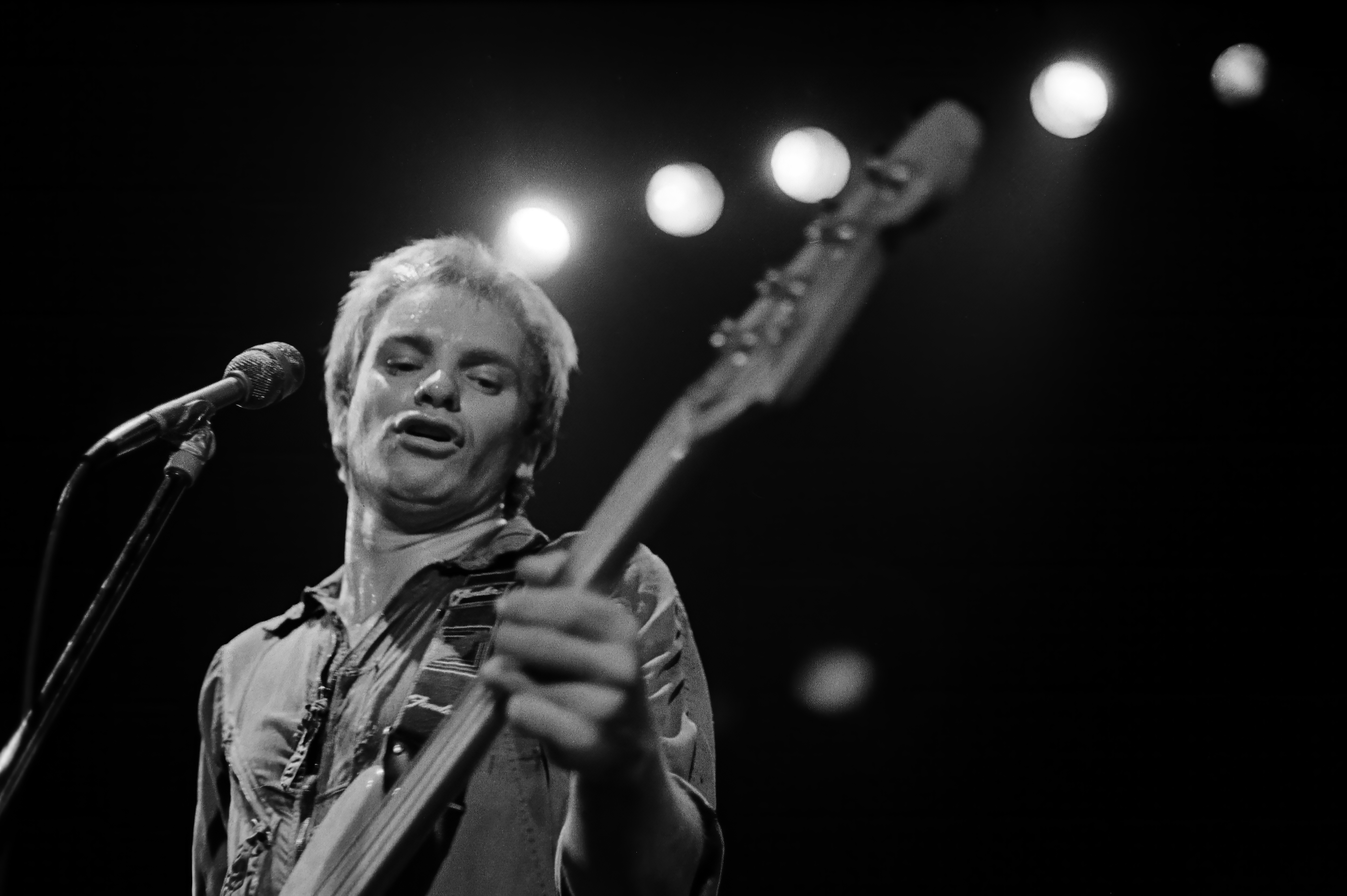
Sting,
geboren op 2 oktober

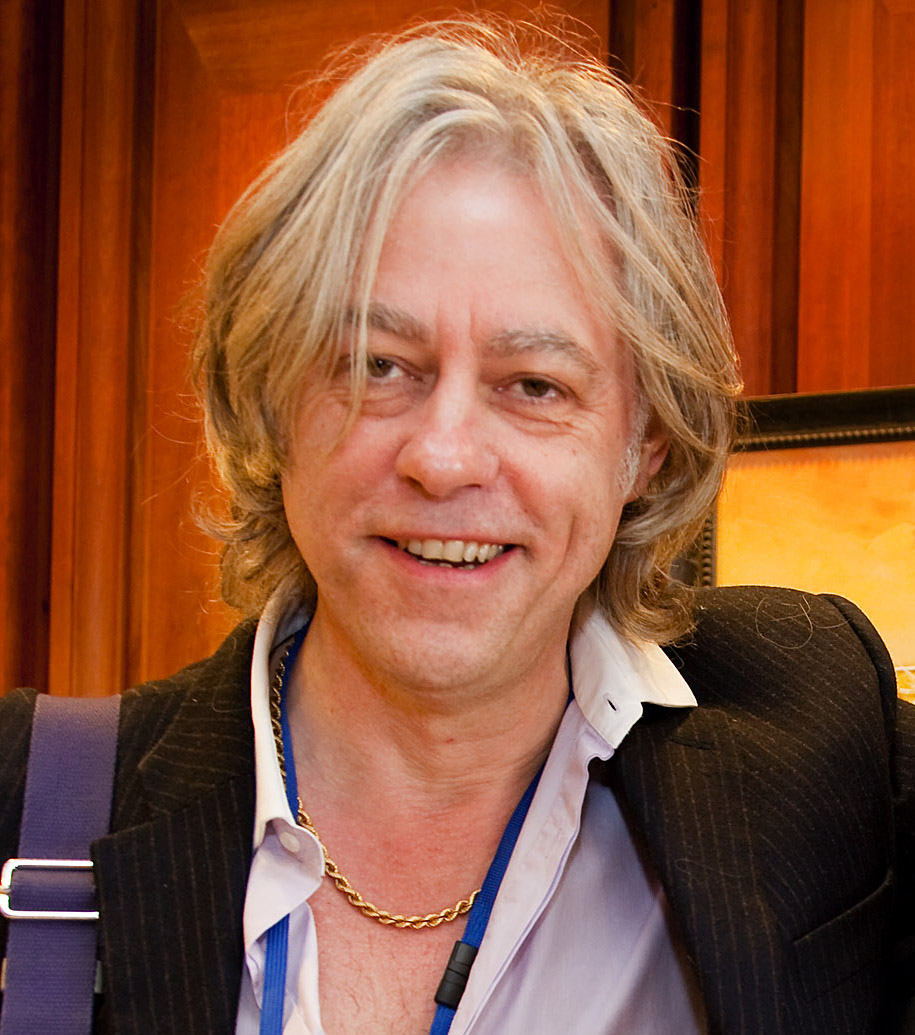
Bob Geldof,
geboren op 5 oktober

- 1 - Heddy Honigmann, Peruaans-Nederlands filmmaakster (overleden 2022)
- 1 - Will van Kralingen, Nederlands actrice (overleden 2012)
- 2 - Romina Power, Amerikaans actrice en zangeres
- 2 - Gordon Sumner alias Sting, Brits zanger van onder andere The Police
- 2 - Vitali Sjevtsjenko, Sovjet-Russisch voetballer en trainer
- 3 - Emilio Chuayffet, Mexicaans politicus
- 3 - Keb' Mo', Amerikaans bluesmuzikant
- 4 - Rob Fruithof, Nederlands televisiepresentator (overleden 2023)
- 4 - Willem Jan Otten, Nederlands schrijver en dichter
- 5 - Sir Bob Geldof, Iers zanger van The Boomtown Rats, organiseerde in 1985 het festival Live Aid voor hongerend Afrika
- 7 - Enki Bilal, Bosnisch-Tsjechisch striptekenaar
- 7 - Leif Gustafsson, Zweeds motorcoureur
- 7 - John Mellencamp, Amerikaans rockmuzikant
- 10 - Country Wilma, Nederlands zangeres
- 14 - Aad van den Hoek, Nederlands wielrenner
- 15 - A.F.Th. van der Heijden, Nederlands schrijver
- 15 - Marc Michetz (Marc Degroide), Belgisch striptekenaar (overleden 2025)
- 17 - Annie Borckink, Nederlands schaatsster
- 17 - Prabowo Subianto, Indonesisch legergeneraal en politicus
- 20 - Tony Bettenhausen Jr., Amerikaans autocoureur en teameigenaar (overleden 2000)
- 21 - Leonid Mosejev, (Sovjet-)Russisch atleet
- 23 - Gerd Kische, Oost-Duits voetballer
- 24 - Peter den Oudsten, Nederlands politicus en burgemeester
- 25 - Joop Alberda, Nederlands volleybalcoach en sportbestuurder
- 25 - Aad Meijboom, Nederlands politiefunctionaris
- 26 - Julian Schnabel, Amerikaans multidisciplinair kunstenaar: (scenario)schrijver, regisseur, fotograaf, filmmaker en muzikant
- 28 - Patrick Jusseaume, Frans stripauteur (overleden 2017)
- 28 - Reynaldo Uy, Filipijns politicus (overleden 2011)
- 29 - Fausto Correia, Portugees politicus (overleden 2007)
- 29 - Tiff Needell, Brits autocoureur en presentator
- 30 - Harry Hamlin, Amerikaans acteur (onder andere L.A. Law)

### november

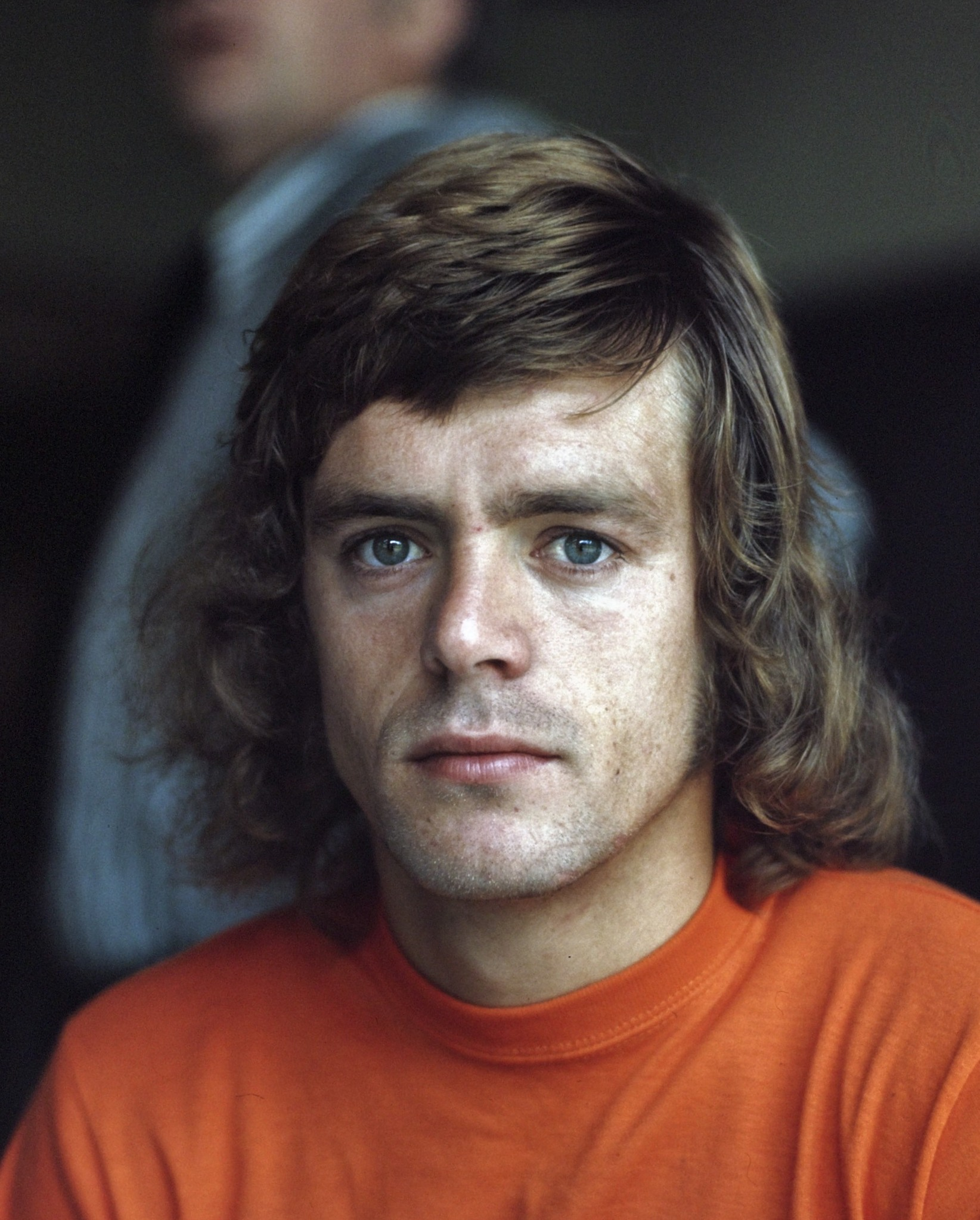
Johnny Rep,
geboren op 25 november

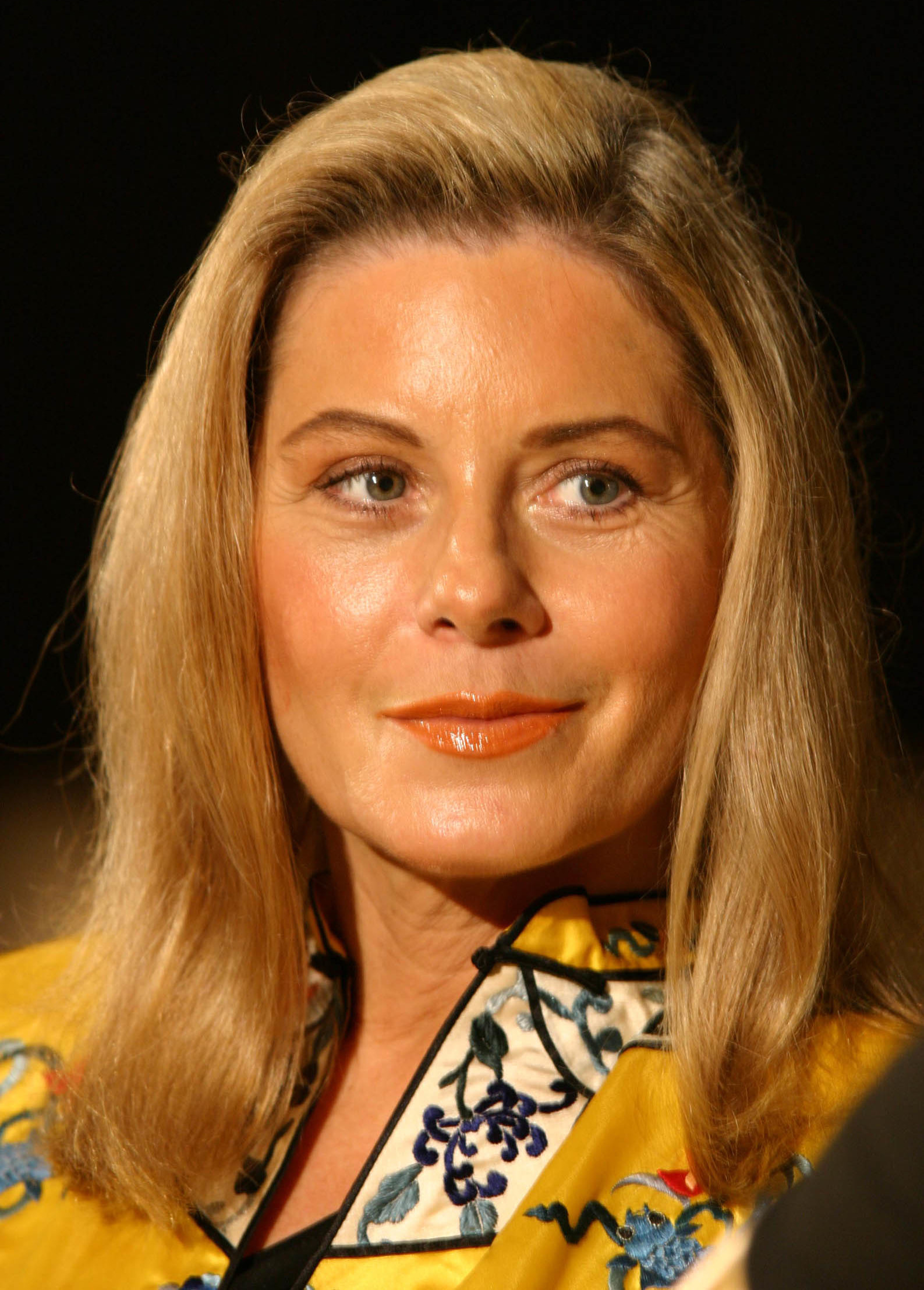
Vera Fischer,
geboren op 27 november

- 1 - Fernando Mamede, Portugees atleet
- 5 - Tony Evers, Amerikaans Democratisch politicus; gouverneur van Wisconsin
- 6 - Simon Conway Morris, Brits paleontoloog
- 6 - Nigel Havers, Brits acteur
- 7 - Anne Grethe Jensen-Törnblad, Deens amazone
- 10 - Enzo Escobar, Chileens voetballer
- 14 - Alec John Such, Amerikaans bassist (Bon Jovi) (overleden 2022)
- 15 - Michajlo Sokolovskyj, Sovjet-Oekraïens voetballer en trainer
- 15 - Victor Zvunka, Frans voetballer en voetbalcoach
- 18 - David Llewellyn, Welsh golfer
- 18 - Davit Kipiani - Sovjet-Georgisch voetballer en trainer (overleden 2001)
- 18 - Shoshana Zuboff, Amerikaans sociaal psychologe en hoogleraar
- 19 - Michiel Hendryckx, Belgisch fotograaf
- 21 - Cees Bal, Nederlands wielrenner
- 21 - Jean-Claude Van Rode, Belgisch vakbondsleider, rechter en politicus (overleden 2023)
- 24 - Ari Tissari, Fins voetballer (overleden 2023)
- 25 - Johnny Rep, Nederlands voetballer
- 26 - Ilona Staller, Hongaars-Italiaans pornoactrice en parlementslid, alias Cicciolina
- 27 - Kathryn Bigelow, Amerikaans filmregisseuse en scenarioschrijfster
- 27 - Vera Fischer, Braziliaans schoonheidskoningin en actrice
- 27 - Teri deSario, Amerikaans popzangeres en songwriter
- 30 - Pieter Kramer, Nederlands regisseur

### december

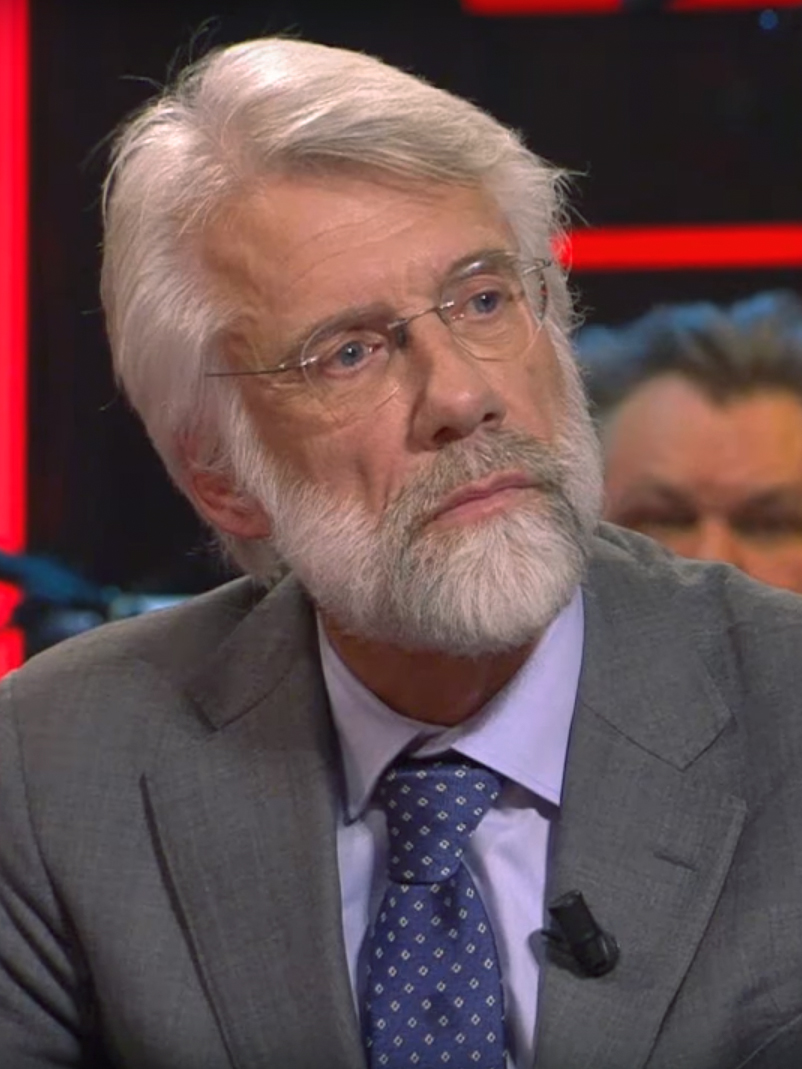
Erik Scherder,
geboren op 1 december

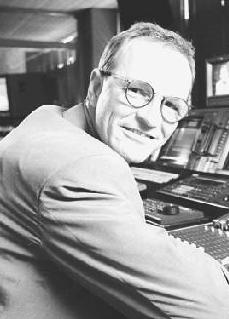
Kees Driehuis,
geboren op 8 december

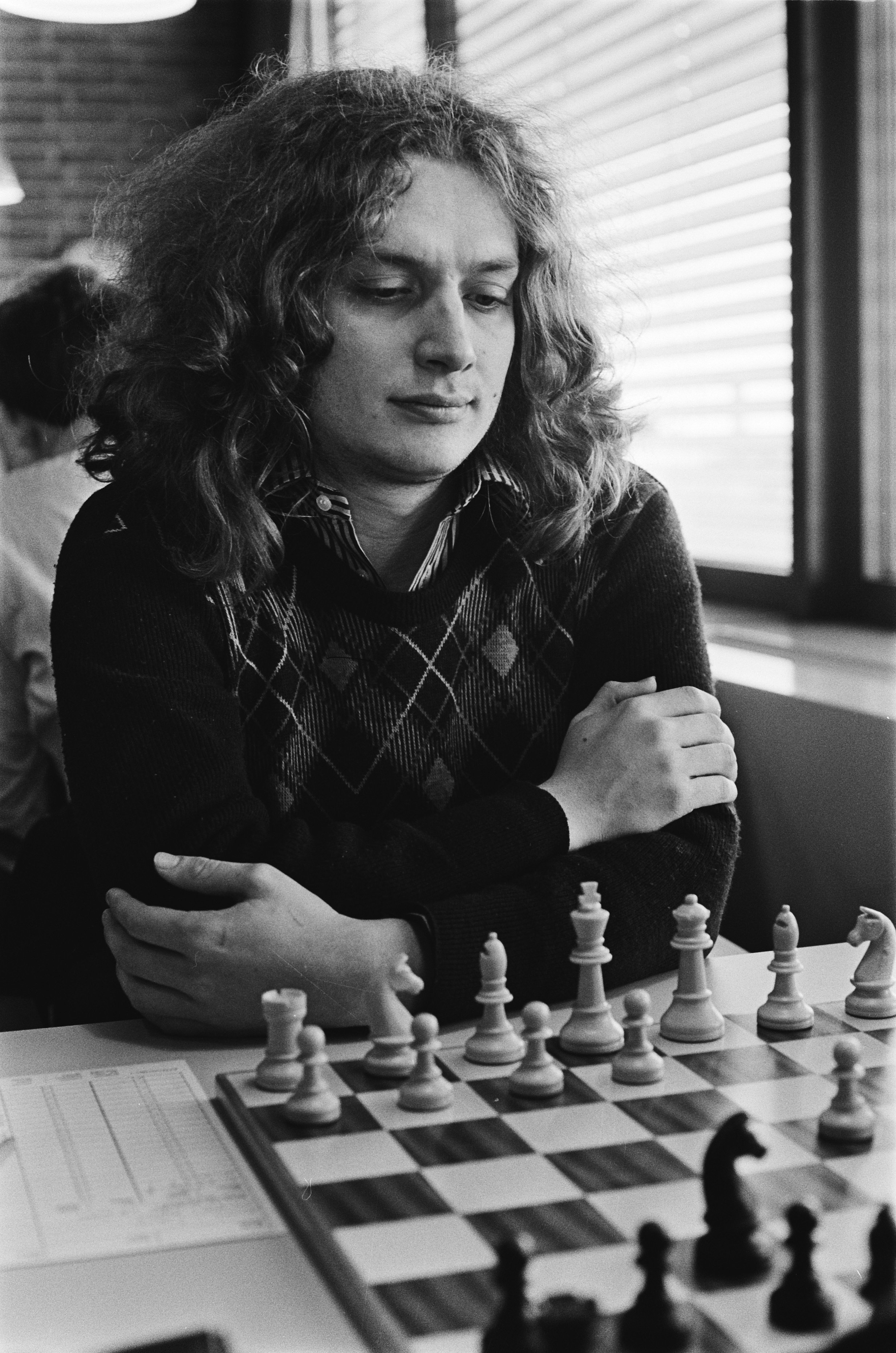
Jan Timman,
geboren op 14 december

- 1 - Fons van Katwijk, Nederlands wielrenner
- 1 - Erik Scherder, Nederlands hoogleraar neuropsychologie
- 1 - Treat Williams, Amerikaans acteur (onder andere Hair) (overleden 2023)
- 2 - Roman Bunka, Duits muzikant en componist (overleden 2022)
- 4 - Régis Loisel, Frans striptekenaar
- 4 - Gary Rossington, Amerikaans gitarist (overleden 2023)
- 4 - Patricia Wettig, Amerikaans actrice
- 6 - Gerry Francis, Engels voetballer en voetbaltrainer
- 7 - Henk Temming, Nederlands muzikant, onder andere van Het Goede Doel, radiopresentator en politicus (Leefbaar Utrecht)
- 8 - Kees Driehuis, Nederlands journalist en televisiepresentator (overleden 2019)
- 8 - Terry McDermott, Engels voetballer
- 8 - Eddy Van Mullem, Belgisch atleet
- 11 - Ria Stalman, Nederlands atlete en sportverslaggeefster
- 12 - Anatoli Aljabjev, Russisch biatleet (overleden 2022)
- 14 - Mike Krüger, Duits acteur, cabaretièr en zanger
- 14 - Joaquim Moutinho, Portugees rallyrijder (overleden 2019)
- 14 - Jan Timman, Nederlands schaker
- 17 - Jaap van der Bie, Nederlands priester
- 17 - Tatjana Kazankina, Russisch atlete
- 18 - Volker Bouffier, Duits politicus
- 20 - Wolfgang Güldenpfennig, Oost-Duits roeier
- 27 - Hans Aarsman, Nederlands fotograaf en schrijver
- 27 - Ernesto Zedillo, Mexicaans president
- 28 - Ian Buruma, Nederlands sinoloog, japanoloog, journalist en publicist
- 28 - Marijke Djwalapersad, Surinaams politica
- 28 - Jacques Zimako, Frans voetballer (overleden 2021)
- 30 - Nick Rose, Brits atleet

### datum onbekend
- Arie van Beek, Nederlands muziekpedagoog en dirigent
- Hubert van Hoof, Nederlands journalist en radiomaker (overleden 2023)
- Han Israëls, Nederlands socioloog, rechtspsycholoog en historicus
- Marina van der Kooi, Nederlands beeldhouwster
- Hilde Nijs, Belgisch multidisciplinair kunstenaar
- Dirkje Postma, Nederlands hoogleraar
- Elena Rivera Mirano, Filipijns musicologe en zangeres
- Vincent Rouffaer, Belgisch regisseur
- Marja Visscher, Nederlands journaliste en schrijfster

## Weerextremen in België
- 27 april: Van 27 tot 28 april regent het in Ukkel onafgebroken gedurende negenentwintig uur.
- 26 mei: Tornado in de streek van Andenelle, nabij Andenne.
- 22 juni: 141 mm neerslag in Moerbeke, in het Land van Waas.
- 20 oktober: Slechts 0,6 mm neerslag sedert het begin van de maand.

Bron: KMI Gegevens Ukkel 1901-2003  met aanvullingen